# Fahlberg-List

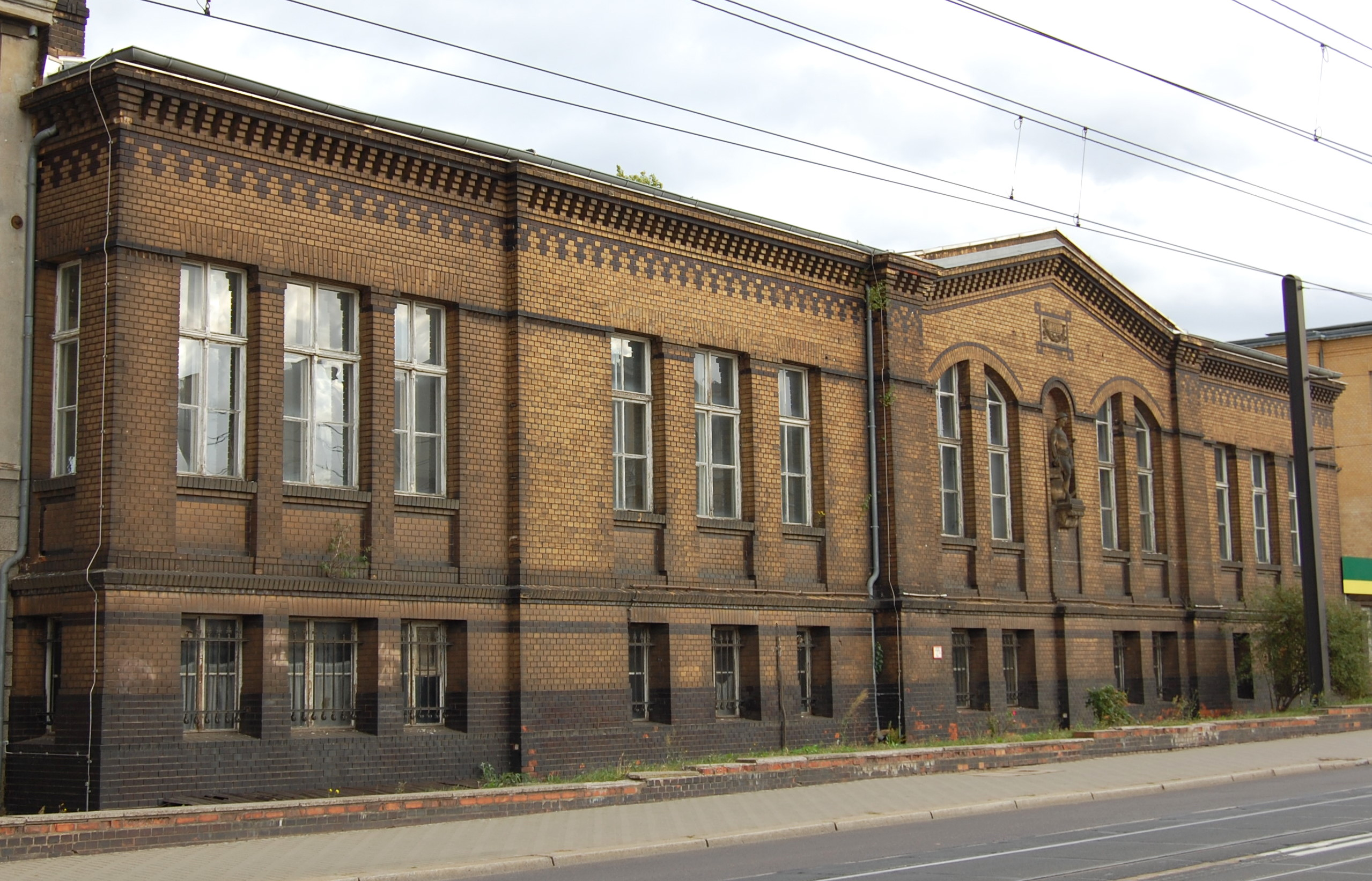
Ehemaliges Fahlberg-List-Verwaltungsgebäude (Alt Salbke 63, nördlich des Hauptportals), erbaut 1894 (Foto von 2009)

Fahlberg-List war ein traditionsreiches Unternehmen der Chemieindustrie in Magdeburg und gehörte zu den bedeutendsten Chemie- und Pharmaziebetrieben in der DDR. Es bestand von 1886 bis 1995 im Magdeburger Stadtteil Salbke und war weltweit der erste Produzent des Süßstoffes Saccharin.

## Geschichte

### Saccharinproduktion 1886 bis 1903

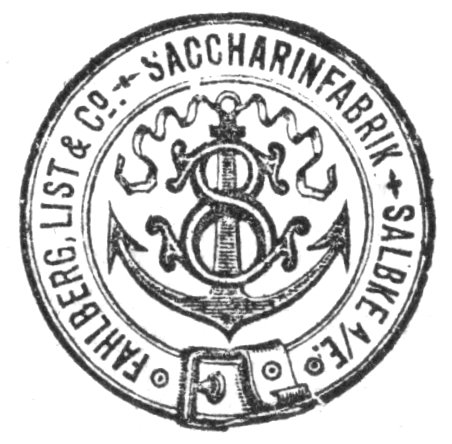
Fabrikmarke Fahlberg, List & Co. 1894

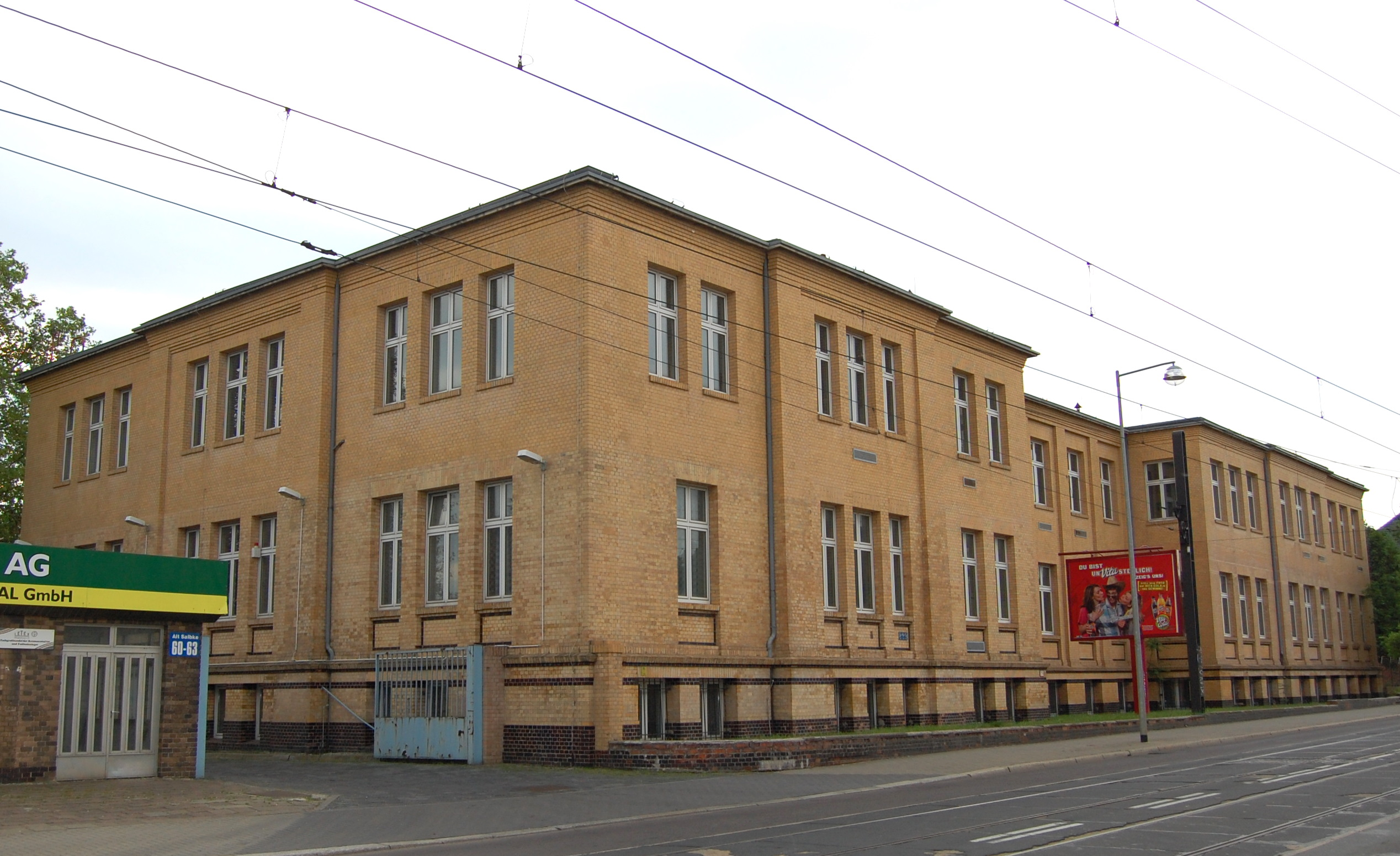
Technisches Verwaltungsgebäude südlich des Haupteingangs

Am 24. April 1886 gründeten Constantin Fahlberg und sein Cousin Adolf Moritz List als persönlich haftende Gesellschafter mit weiteren Gesellschaftern die Commanditgesellschaft Fahlberg-List Co. mit Sitz im damals noch selbstständigen Salbke. Der ursprünglich als Teilhaber agierende Onkel Fahlbergs, Adolph List, war vor Vertragsschluss 1885 verstorben.
Das Gründungskapital betrug rund 1,5 Millionen Mark und verteilte sich wie folgt: Dr. Constantin Fahlberg, Salbke, 617.000 Mark; Dr. Adolph Moritz List, Magdeburg, 150.000 Mark; Konsul Friedrich Jay, Leipzig, 272.000 Mark; Generalkonsul Albert de Liagre, Leipzig, 293.000 Mark; Kaufmann Georg August Simon, Leipzig, 163.000 Mark; Rechtsanwalt Dr. Ernst Weniger, Leipzig, 80.000 Mark; zwei Kommanditisten der Firma Liagre & Simon mit geringeren Beträgen. Im Aufsichtsrat waren Weniger, List, Jay und Simon, in der Direktion Dr. Paul Harrwitz, Leipzig, Kaufmann Carl Büchting (Inhaber des Kohlegroßhandels Ludwig August Schmidt, Magdeburg) und Hofrat Dr. Georg Langbein, Leipzig: Hauptaktionär blieb Fahlberg mit 22,2 % (= 660.000 Mark, Stand 1909).
Fahlberg hatte zuvor im Mai 1878 die Substanz Benzoesäuresulfimid und im Juni desselben Jahres eher zufällig deren intensiven süßen Geschmack entdeckt. Ab 1882 plante Fahlberg gemeinsam mit Adolph List senior die industrielle Herstellung des künstlichen, Saccharin genannten Süßstoffes. Pläne, die Saccharin-Fabrik in den USA zu errichten, wurden wegen hoher Lohn- und Materialkosten verworfen. Der Aufbau der Produktion in Leipzig, wo List lebte, scheiterte an befürchteter Geruchsbelästigung. Der Standort Salbke wurde wegen der günstigen Lage direkt zwischen der Elbe und der von Magdeburg nach Leipzig verlaufenden Eisenbahnlinie gewählt. Östlich des Werksgeländes fließt die Elbe, westlich verlief die damalige Landstraße von Magdeburg nach Schönebeck (Elbe).
Am 9. März 1887 begann die Produktion im neu errichteten Werk. In den folgenden Jahren wurde das Werk regelmäßig erweitert. Bereits 1886 hatte man auch Grundstücke westlich der Landstraße erworben. Dort entstand ein Wohnhaus für Fahlberg. 1894 konnten Grundstücke nördlich des Haupttores in Richtung Salbke erworben werden. Dort wurde das noch heute erhaltene Verwaltungsgebäude gebaut. 1899 erwarb man das Gelände der südlich nach Westerhüsen hin gelegenen Zimmerei und Ziegelei H. Schrader. Im selben Jahr entstand südlich des Haupteingangs ein technisches Verwaltungsgebäude.

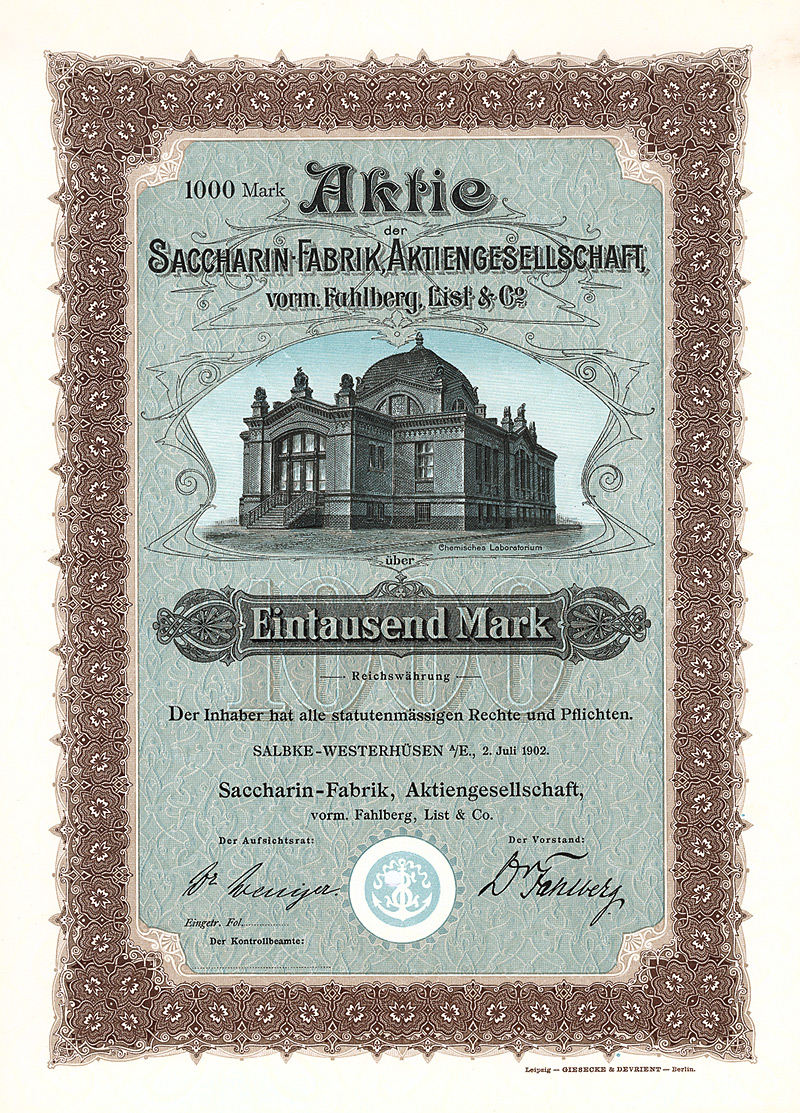
Aktienblankette der Saccharin-Fabrik AG vorm. Fahlberg, List & Co vom 2. Juli 1902

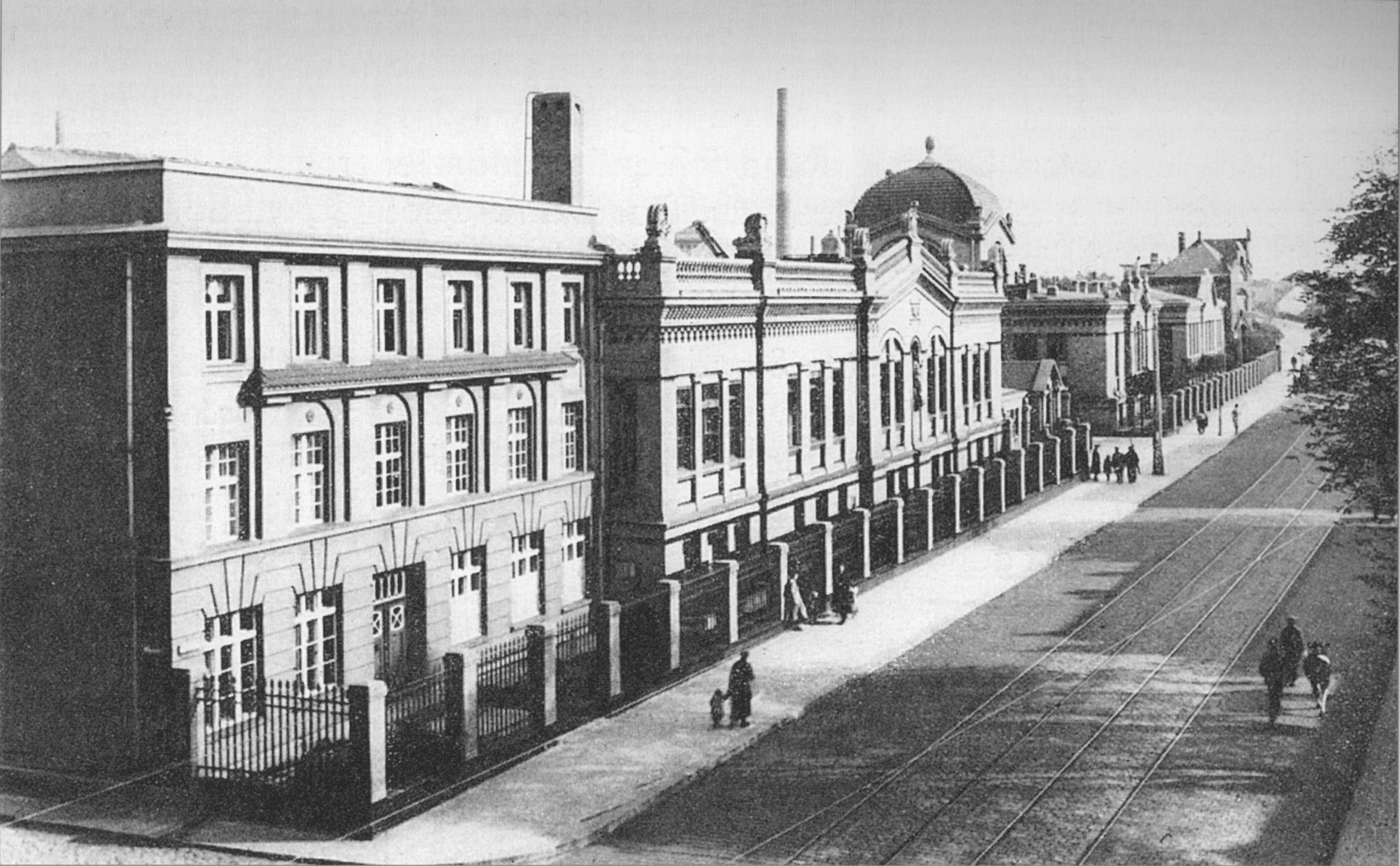
Verwaltungs- und Laborgebäude entlang der heutigen Straße Alt Salbke, um 1900

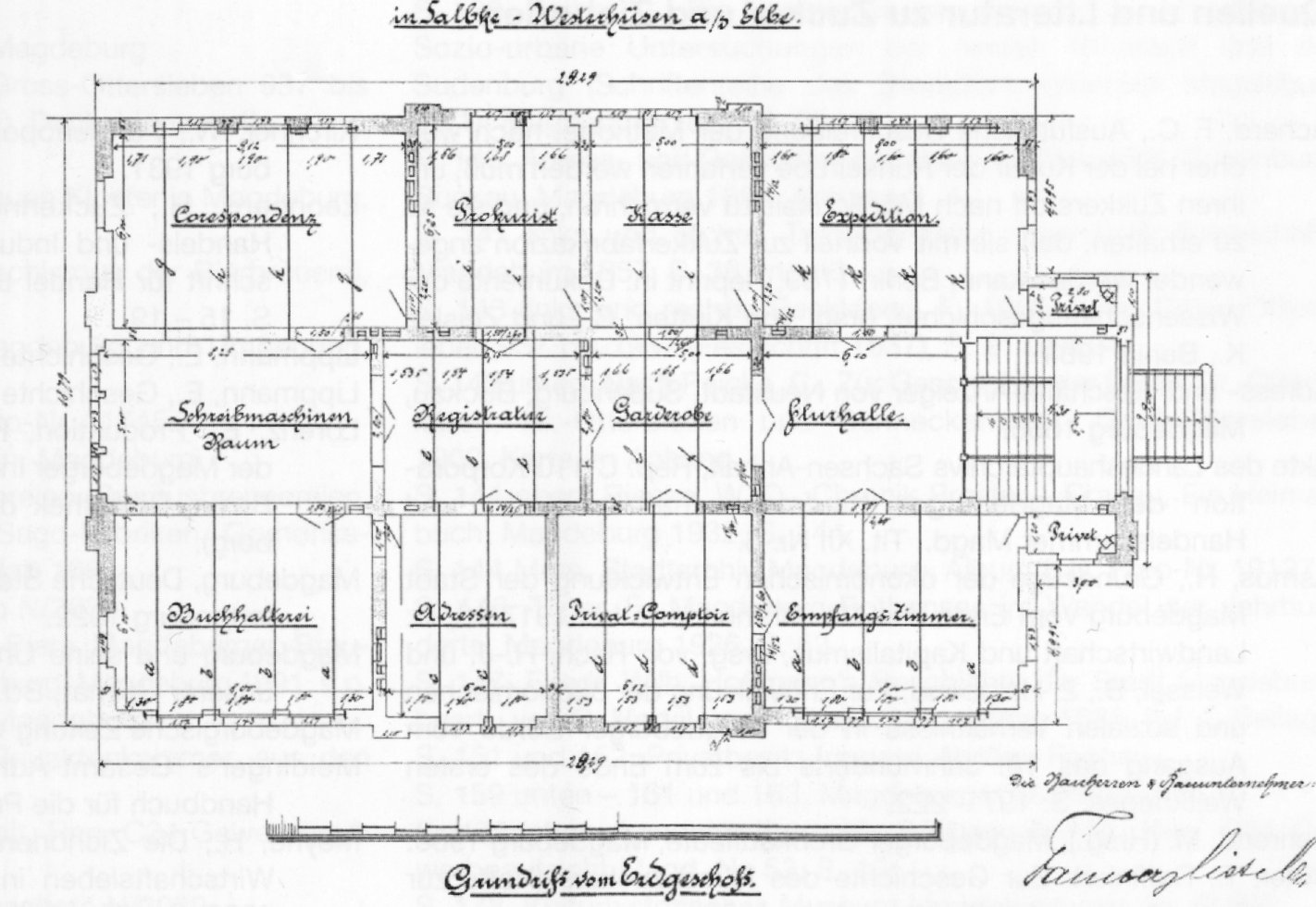
Grundriss Verwaltungsgebäude, 1893

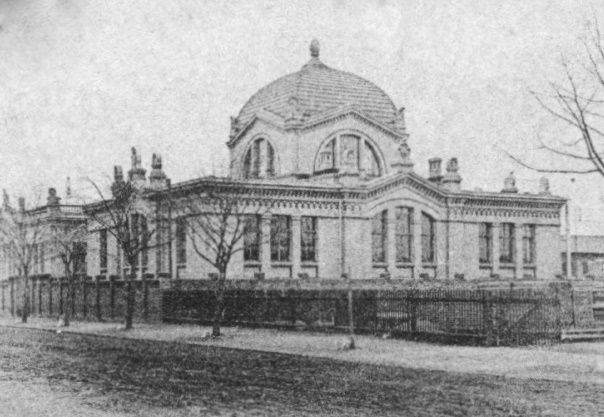
Laboratoriumsgebäude der Saccharin-Fabrik, um 1900

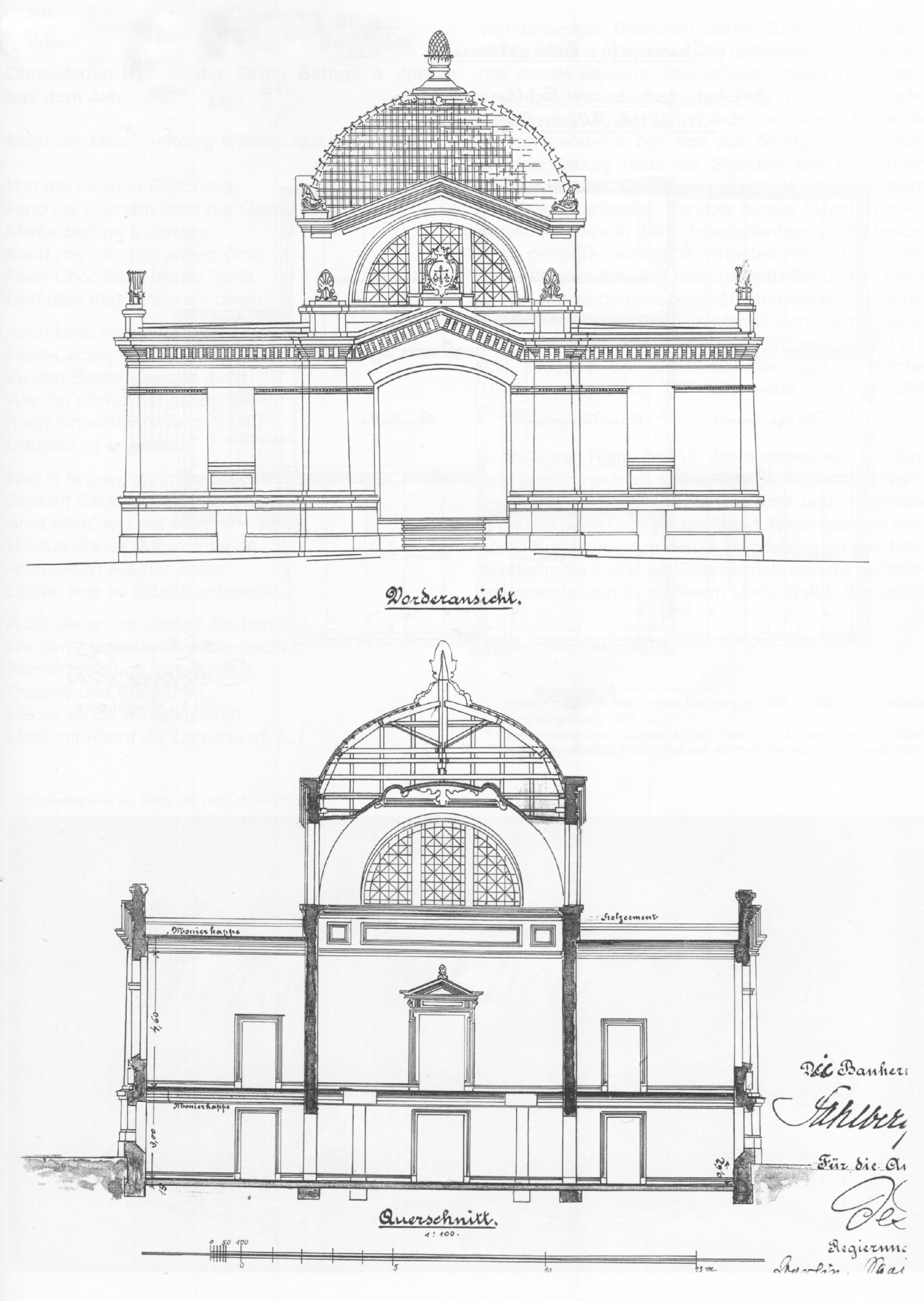
Entwurfszeichnung für das Laboratoriumsgebäude, 1894

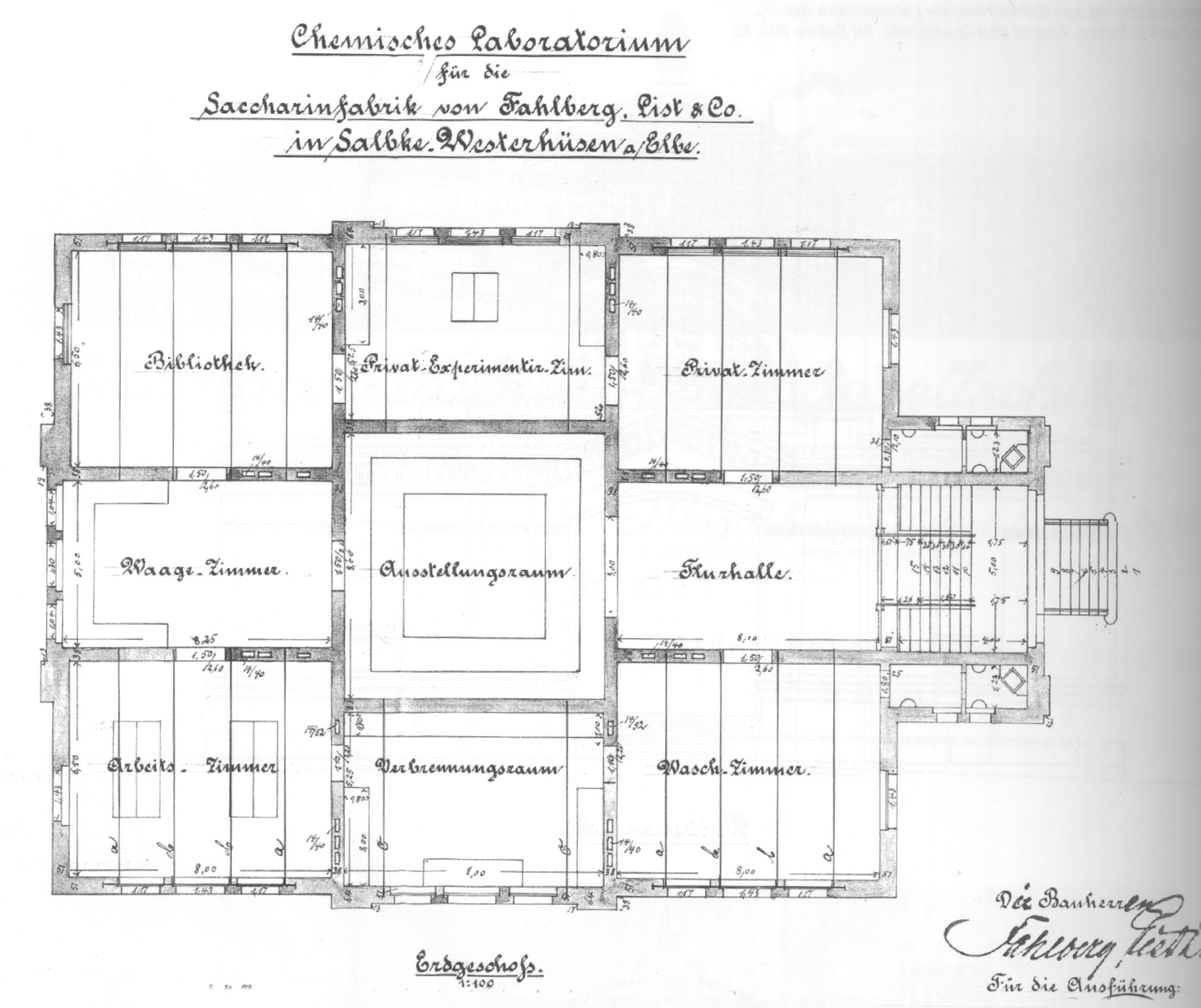
Grundriss Laboratorium, 1894

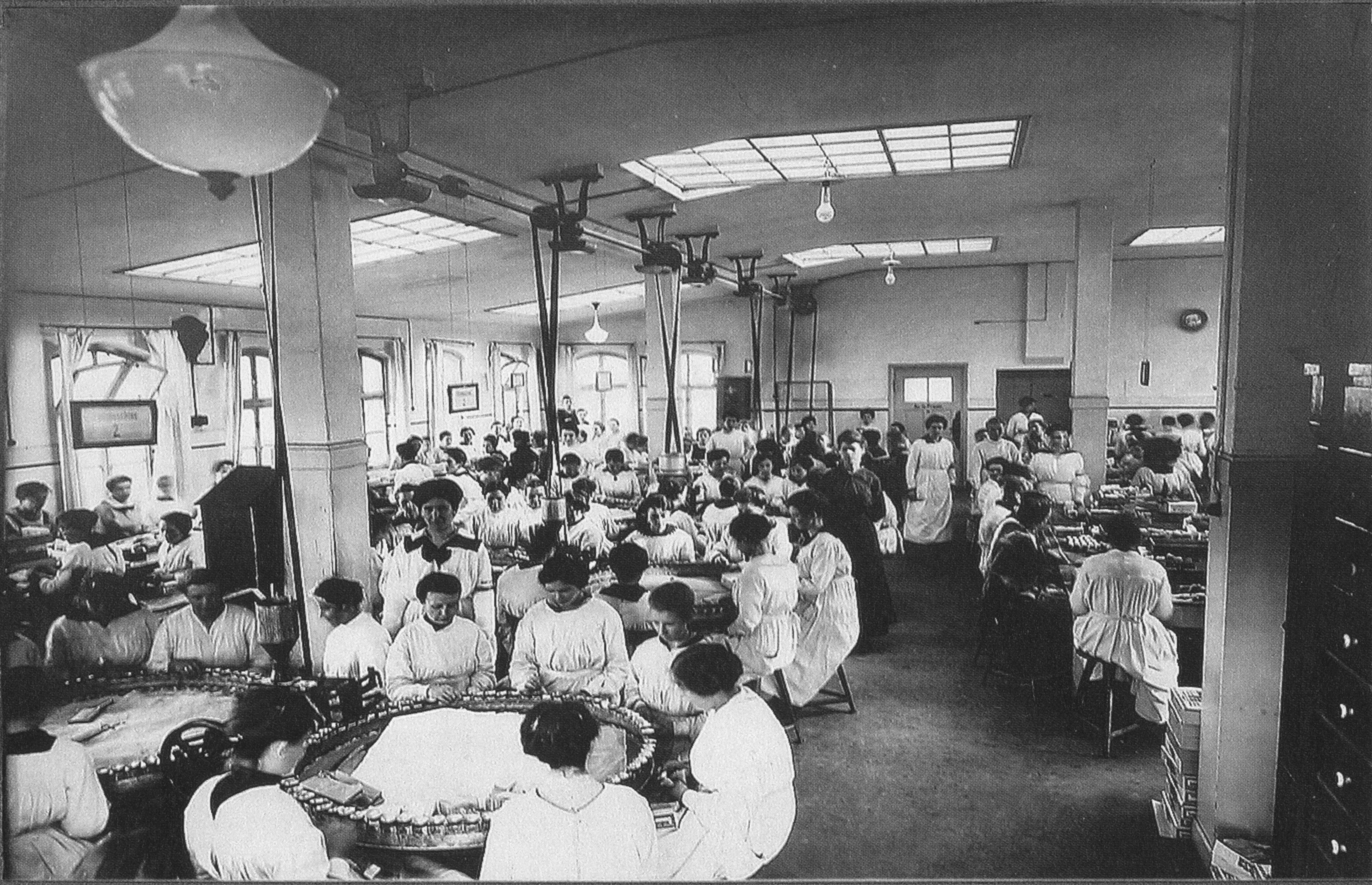
Frauen bei der Abfüllung von Saccharin im Tablettenhaus, um 1900

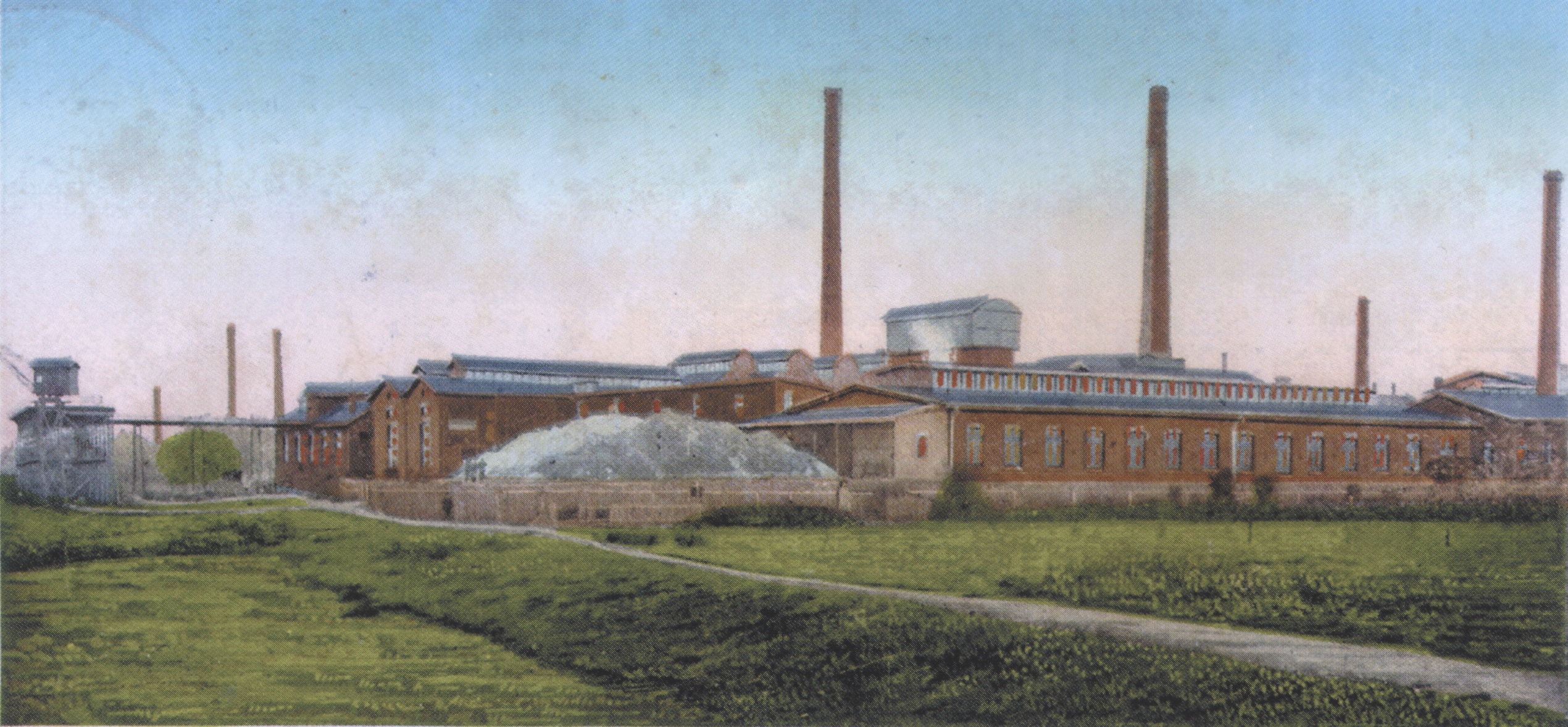
Produktionsanlagen, auf einer Postkarte um 1905

Nach anfänglichen technischen Schwierigkeiten wurden 1894 30 t und 1901 bereits 170 t Saccharin produziert. Finanziell war das Unternehmen ein Erfolg. Geringen Löhnen standen hohe Saccharinpreise gegenüber. Um 1890 kostete Saccharin 150 Mark je Kilogramm. Fahlberg-List errang mehrere Auszeichnungen, so Medaillen auf der Internationalen Ausstellung 1888 in Ostende und auf der Bäckerei-, Konditorei- & Kochkunst-Ausstellung 1894 in Stuttgart. Später sank der Preis auf 15 Mark. Mehrere andere Produzenten drängten auf den Markt.
Saccharin begann sich als preisgünstige Alternative gegenüber dem Zucker durchzusetzen. Die erheblich größere Süßungskraft des Saccharins führte zu einem deutlichen Preisvorteil gegenüber Zucker. Zum Schutz der Zuckerindustrie wurde nach ersten Einschränkungen des Jahres 1898 am 7. Juli 1902 ein weitgehendes Saccharinverbot erlassen. Während die Konkurrenten ihre Saccharinproduktion ganz einstellten, stellte Fahlberg-List etwa drei bis fünf Tonnen jährlich für Diabetiker her.
Die Arbeitsbedingungen wurden durch eine Arbeitsordnung des Betriebs geregelt. Die Tagesschicht dauerte zehn, die Nachtschicht zwölf Stunden. Die Tagesschicht des Sonntags hatte bis Montag früh 6.00 Uhr, also 22 Stunden hintereinander zu arbeiten.

### Ausweitung der Produktpalette
Um der schwierigen Situation nach dem Saccharinverbot, das bis zum Ersten Weltkrieg bestehen bleiben sollte, zu begegnen, wurde eine Ausweitung der Produktpalette angestrebt. Zu diesem Zweck wurde die Fahlberg List & Co. in die Aktiengesellschaft Saccharin-Fabrik A.G. überführt, um so das benötigte Kapital zu erhalten.
Bereits seit 1899 war Fahlberg-List durch eine Lizenzvereinbarung mit der BASF berechtigt, Schwefelsäure zu produzieren. 1901 war der Bau der Schwefelsäureanlage fertig gestellt, 1904 betrug die Monatsproduktion bereits 785 t. Nach anfänglichen Verlusten erbrachte die Schwefelsäure bald 70 % der Umsätze des Unternehmens. Mit der jetzt verfügbaren Schwefelsäure wurde auch – gegen den Widerstand Fahlbergs – das Chlorsulfonsäure-OTS-Verfahren in die Saccharinproduktion eingeführt. 1905 wurde Fahlberg aus dem Vorstand der Aktiengesellschaft abgewählt. Im Jahr 1907 verlor auch List seine führende Position, blieb jedoch in leitender Stellung im Unternehmen und war später Generaldirektor. Generaldirektor wurde 1907 Adolph Otto Viett. Als Forschungs- und Technikdirektor wurde der Chemiker August Klages gewonnen.

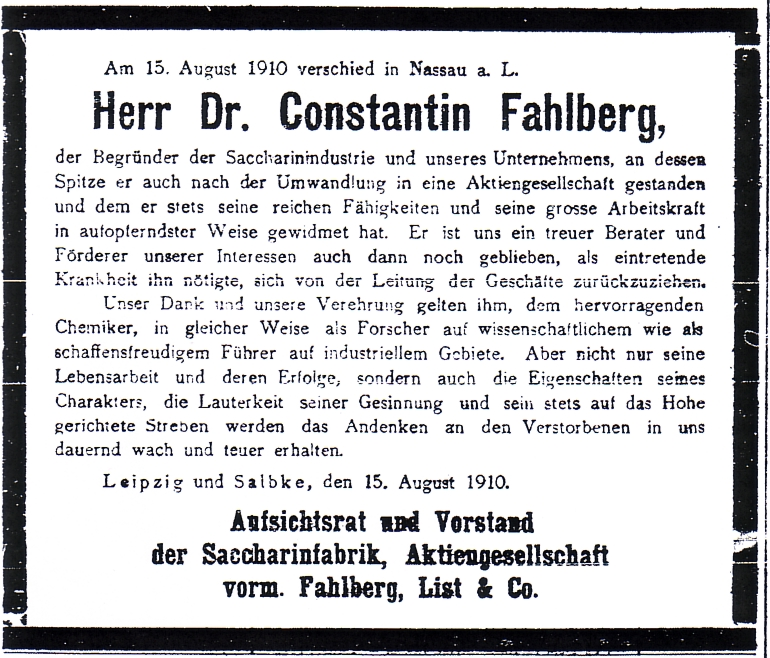
Nachruf auf Constantin Fahlberg in der Magdeburgischen Zeitung vom 17. August 1910

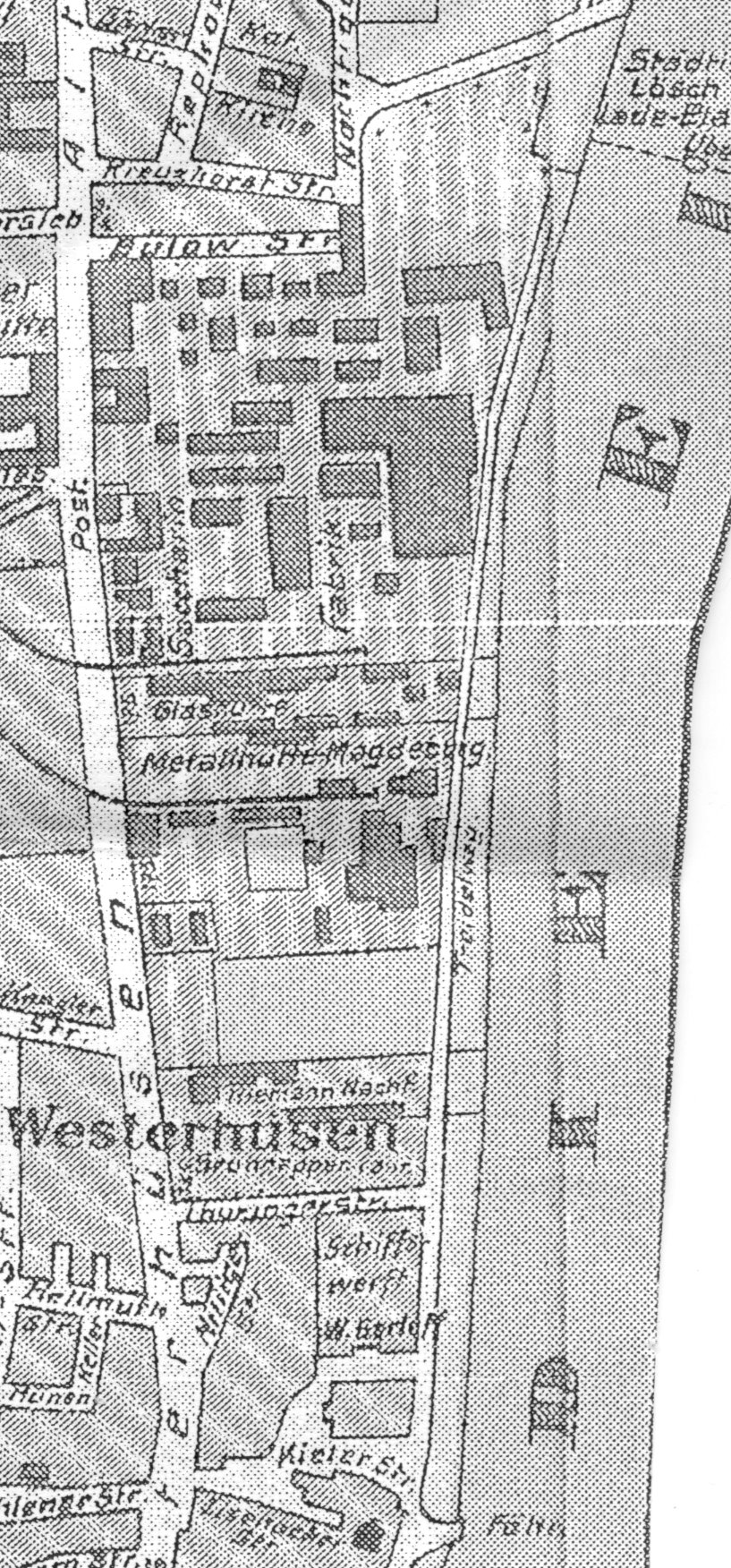
Karte des Gebiets um Fahlberg-List aus der Zeit nach Ende des Ersten Weltkrieges. Südlich grenzen noch die Westerhüser Glashütte und die Metallhütte an. Ganz im Süden befindet sich die Strohpappefabrik.

Im Jahr 1908 gründete man eine eigene Betriebsfeuerwehr.
Die Schwefelsäureproduktion wurde in den folgenden Jahren noch weiter ausgebaut. 1909 wurde eine Kammeranlage mit 20 Kiesöfen errichtet. In 80 manuell beschickten Kies- und 12 mechanischen Röstöfen wurde nun Schwefelsäure produziert. Mit weiteren Erweiterungen 1918 und 1926/1927 wurde die Produktion modernisiert und die Kapazität deutlich ausgebaut. Die Arbeitsbedingungen waren durch schwere körperliche Arbeit geprägt. Bei einer wöchentlichen Arbeitszeit von 72 bzw. 84 Stunden musste der benötigte Schwefelkies von Elbkähnen zunächst per Hand entladen und zerkleinert werden. 31 Arbeitskräfte waren allein mit dem Antransport von Kies beschäftigt.
1912 erfolgte die Erweiterung um eine pharmazeutische Abteilung, die unter dem Markennamen Falima, als Abkürzung für Fahlberg-List Magdeburg, arbeitete. Die Pharmaproduktion gewann im Ersten Weltkrieg erheblich an Bedeutung. Es wurden unterschiedlichste Tabletten und Ampullen sowohl für die Human- als auch für die Tiermedizin hergestellt. Acetylsalicylsäure, besser bekannt als Aspirin, Chlorethan für die Lokalanästhesie und Adrenalin gehörten zum Produktionsumfang. Mit der Produktion von Mianin ab 1922 konnten Abfälle der Saccharinproduktion sinnvoll genutzt werden. 1923 wurde das erste Röntgenkontrastmittel aus Bariumsulfat (Roebaryt) in den Handel gebracht.
Ab 1916 waren auch Farben im Produktionsprogramm. Es wurden Kaliummetabisulfit und Vanillin hergestellt. Die bedingt durch den Ersten Weltkrieg aufkommende Zuckerknappheit bewirkte auch die Aufhebung des Süßstoffverbots. 1916 wurden bereits wieder 110 t Saccharin bei Fahlberg-List hergestellt, bis 1922 war der Absatz auf 540 t angestiegen. Etwa 75 % des Saccharins gingen in den Export.
August Klages wandte sich 1918 in der Forschungsarbeit der Entwicklung von Präparaten aus Quecksilber für den Pflanzenschutz zu. Eine am 29. Juni 1920 vom weiterhin in der Unternehmensleitung tätigen Adolf Moritz List verfasste interne Denkschrift wies auf eine prekäre Situation des Unternehmens, welches „am Abgrunde“ stehe, hin. Durch den starken Saccharinabsatz wurden jedoch seit 1917 deutlich erhöhte Dividenden ausgeschüttet.
Ein Problem stellten laufende Saccharindiebstähle dar. Am 27. Januar 1920 wurden mehrere Personen festgenommen, die wöchentlich 20 bis 40 Kilogramm des Süßstoffs aus dem Betrieb schmuggelten und über ein illegales Händlernetz vertrieben. Auf Kritik an mangelnden Kontrollen seitens des Werks wies die Werkleitung darauf hin, dass von den 1450 Beschäftigten des Unternehmens etwa 150 mit Kontrollen befasst und Leibesvisitationen üblich seien. 1921 erfolgten weitere Festnahmen.
Im April 1921 kam es zu Massenentlassungen von Arbeiterinnen. Im gleichen Jahr wurden Pflanzenschutzmittel in das Produktprogramm aufgenommen. Vor allem Saatgutbeizen und Insektizide gegen Schädlinge im Obst-, Wein- und Rübenanbau entstanden. Besonders bekannt und nachgefragt war das von Klages entwickelte Germisan. Es kamen noch Produkte wie Carbolineum zur Holzimprägnierung, Rattengift und Kupfer-Spritzmittel hinzu. Gleichfalls 1921 wurde die Metallhütte Magdeburg GmbH hinzugekauft. Aus nach der Verarbeitung von Schwefelkies verbleibenden Abfällen sollte Kupfer herausgelöst und das zurückbleibende Eisenoxid an Eisenhütten verkauft werden. Hintergrund des Vorhabens waren hohe Weltmarktpreise für Kupfer und Zink. Das Vorhaben erwies sich jedoch aufgrund der zu geringen Mengen und fallenden Rohstoffpreisen letztlich als unwirtschaftlich.
Im Jahr 1921 wurde auch der später als Widerstandskämpfer gegen den Nationalsozialismus bekannt gewordene Kommunist Hubert Materlik in den Betriebsrat des Unternehmens gewählt, 1923 dann jedoch wegen seines politischen Engagements entlassen. Ähnlich erging es dem späteren Widerstandskämpfer Franz Rekowski, der von 1926 bis 1928 im Unternehmen arbeitete. Nach dem Ersten Weltkrieg war der Kommunist Georg Heidler zeitweise Betriebsratsvorsitzender.

### Inflation und Weltwirtschaftskrise

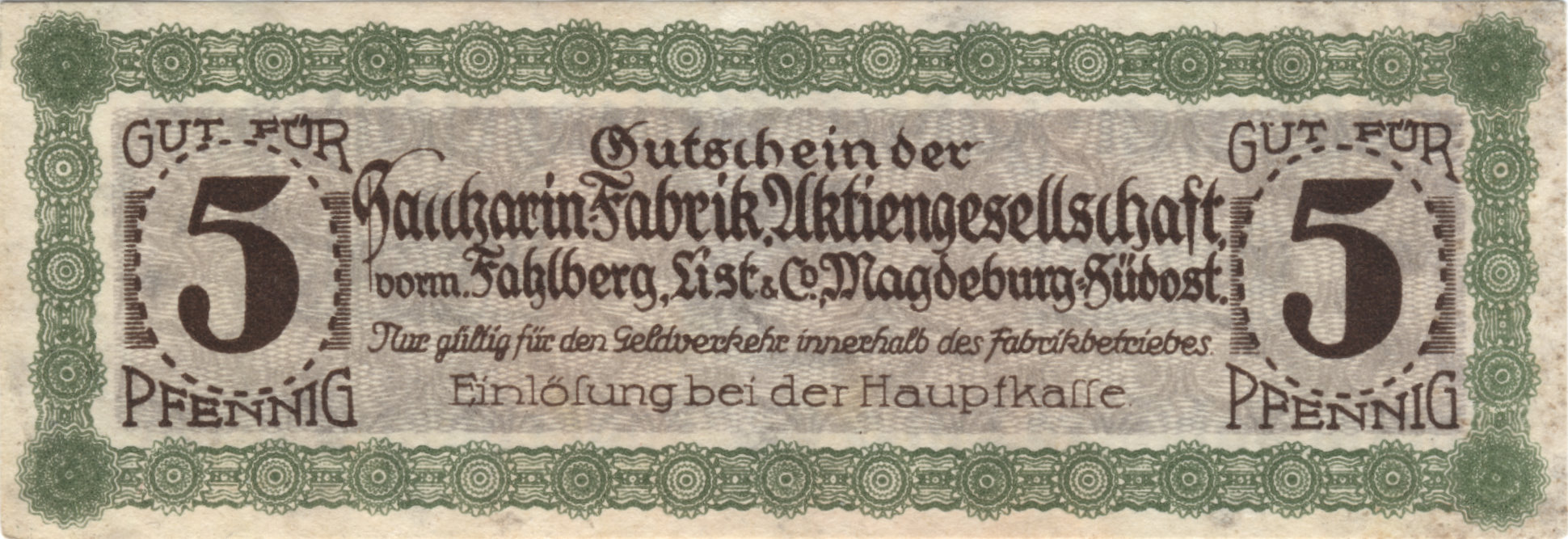
5-Pfennig-Notgeldschein

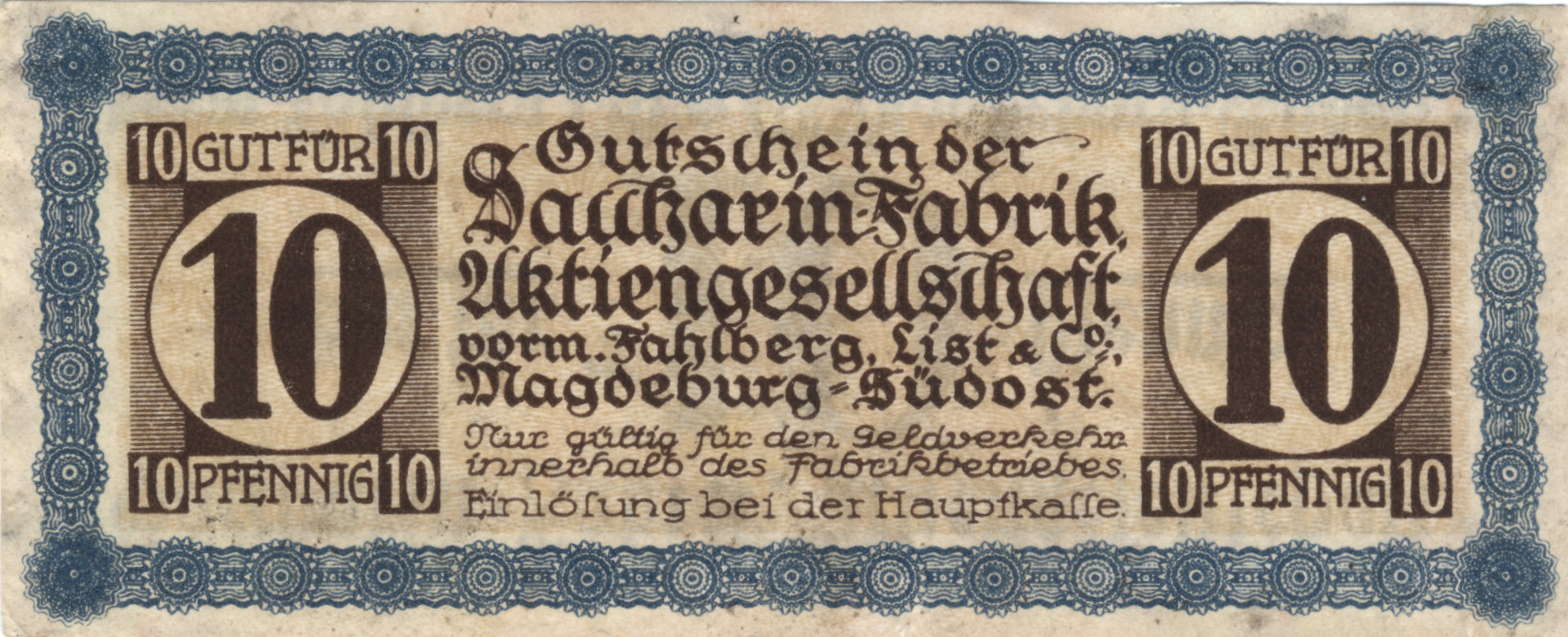
10-Pfennig-Notgeldschein

Eine schwere Krise brachte das Auftreten der starken Inflation der Jahre 1922/1923. Teile des Produktionssortiments wurden unrentabel, so insbesondere die Pharmasparte. Darüber hinaus gab es in zentralen Bereichen starke Nachfragerückgänge, dies sowohl beim Saccharin, bei der Schwefelsäure und auch bei der erst 1921 erworbenen Metallhütte. Fahlberg-List gab eigenes Notgeld und Gutscheine heraus. Die Nachwirkungen der Krise führten auch zu einem deutlichen Rückgang der Beschäftigtenzahlen. Waren 1924 noch 1.229 Mitarbeiter beschäftigt ging die Zahl bis 1929 auf 539 Menschen zurück. Die Metallhütte wurde 1928 geschlossen. Über einen Zeitraum von drei Jahren bestand eine Koalition mit der Kokswerke und Chemische Fabriken AG Berlin, die von List unter Gesichtspunkten der Rentabilität 1926 jedoch beendet wurde.
Zur Überwindung der Probleme entschloss man sich, auch die Herstellung von Superphosphat, einem als Düngemittel verwendeten Stoff, aufzunehmen. 1926 erfolgte daher die Übernahme der Mitteldeutschen Superphosphatwerke GmbH mit Sitz in Zeitz / Rehmsdorf, die in Köthen und Dodendorf produzierte. Beide Produktionsstellen wurden als Zweigbetriebe weitergeführt. Auf dem zu Fahlberg-List benachbarten Gelände der Glashütte A. Grafe Nachf. in Westerhüsen wurde eine weitere Superphosphat-Fabrik errichtet. Der Bau wurde mit Finanzierung des Bankiers Moritz Schultze bewältigt. Schultze übernahm später die Aktienmehrheit des Unternehmens. Ende 1927 übernahm William Rasmussen, zuvor Generaldirektor der Superphosphat GmbH, die Funktion des Fahlberg-List-Generaldirektors von dem seinen Abschied nehmenden List.
Die Weltwirtschaftskrise Ende der 1920er, Anfang der 1930er Jahre traf das Unternehmen erneut hart. Die Löhne der Arbeitnehmer wurden um 30 % gekürzt. Wichtige Reparaturen unterblieben. Vor diesem Hintergrund ereignete sich am 28. April 1931 eine große Explosion auf dem Firmengelände, bei der zehn Menschen starben. An Neuentwicklungen sind in dieser Zeit eine Tablette zur Wasserdesinfektion, die Hydrosept-Tablette, ein gegen Keuchhusten wirkendes Medikament, und Brausewürfel in unterschiedlichen Geschmacksrichtungen zu erwähnen. Produziert wurde auch Elbanit, ein Mittel zur Bekämpfung des Acker-Rettichs.
1932 erfolgte die Umbenennung der Saccharin-Fabrik A.G. in Fahlberg-List AG, da das Saccharin zwar noch produziert wurde, seine ursprünglich vorherrschende Stellung in der Unternehmensausrichtung jedoch verloren hatte.

### Fahlberg-List im Nationalsozialismus
Fahlberg-List leistete einen Beitrag in Höhe von 2 Millionen Reichsmark zum Unterstützungsfonds für die Wahl Adolf Hitlers. Nach dem Beginn der nationalsozialistischen Gewaltherrschaft fand ab 1934 auch bei Fahlberg-List einmal im Monat ein Betriebsappell statt. Bei den angeordneten Wahlen zum Vertrauensrat wählten jedoch weniger als 50 % der Beschäftigten die von der Unternehmensführung vorgeschlagenen Kandidaten. Im März 1936 besuchte Robert Ley, Reichsleiter der Deutschen Arbeitsfront, Fahlberg-List. Im selben Jahr erhielt Fahlberg-List auch einen Rüstungsauftrag zur Produktion sogenannter Nebelsäure. 1937 entstand eine entsprechende Anlage zur Herstellung der Nebelsäure.
Vor allem gegen den auch weiterhin im Aufsichtsrat sitzenden Adolph Moritz List richteten sich ab 1937 antisemitische Angriffe. List, der sich selbst als Arier bezeichnet haben soll und dessen Kinder der NSDAP angehörten, wurde insbesondere vom Klein-Aktionär Otto Emersleben aus Berlin-Zehlendorf als jüdisch angegriffen. List und auch Rasmussen mussten noch 1937 ihre Funktionen räumen. Nachfolger Rasmussens wurde Erich Katter. Von 1939 bis 1945 war Gustav Gassner Leiter der biologischen Abteilung. Das Werk verfügte in dieser Zeit über sieben modern eingerichtete Betriebsforschungslabore und ein staatliches Labor zur angewandten Forschung mit Experimentierfeldern zu Pflanzen, Insekten und anderen Tieren.
Fahlberg-List profitierte von der Arisierung jüdischer Unternehmen. 1938 wurde die jüdischen Eigentümern gehörende Lackfabrik Kettner in Berlin-Tempelhof weit unter Wert aufgekauft. Bemühungen, auch die Wiener Saccharinfabrik von Ignaz Kreidl zu erwerben, scheiterten jedoch.
In den Jahren 1932 bis 1941 erhielt Fahlberg-List laufend das GAU-Diplom als Auszeichnung für „hervorragende Leistungen“. Bereits Ende der 1930er Jahre ergaben sich zunehmende Probleme, da benötigte Grundstoffe auf Grund von Devisenproblemen nicht in gewünschter Menge zu beschaffen waren und alternative Lösungen mit einheimischen Rohstoffen gesucht wurden. Auf Grund von Rohstoffengpässen ging die Produktion von Saccharin um 400 bis 500 kg pro Tag zurück, so dass die Nachfrage auf dem Inlandsmarkt nicht mehr vollständig befriedigt werden konnte und der Export unmöglich wurde. Die Zahl der Beschäftigten stieg von 881 im Jahr 1938 auf 1.187 Ende 1941 an. Fahlberg-List galt während des Zweiten Weltkrieges als Wehrmachtsbetrieb. Im Juli 1941 waren von Fahlberg-List 400 t Nebelsäure herzustellen. Darüber hinaus wurden unter anderem für die IG Farben WeichmacherTX und für den Kartoffelkäfer-Abwehrdienst des Reichsnährstands Kalkarsen hergestellt. Mit Rodax D4 brachte Fahlberg-List einen Ameisen-Fresslack in den Handel.
Unweit des Werks, nördlich vom Volkspark Westerhüsen, wurde 1942 das Zwangsarbeiterlager Diana eingerichtet, in dem etwa 350 Zwangsarbeiter aus acht Ländern untergebracht waren. Das Lager wurde bis 1945 als Zwangsarbeiterlager betrieben, wobei die Häftlinge im Werk von Fahlberg-List arbeiten mussten. Zuvor befand sich im alten Direktorenhaus auf dem Werksgelände ein Kriegsgefangenenlager für französische Kriegsgefangene. In dem Gebäude waren später Zwangsarbeiter untergebracht, die Bereitschaftsdienst für die Betriebsfeuerwehr hatten. Hier kam es zu einem Vorfall zwischen zwei polnischen Zwangsarbeitern. Ein sich betrogen Fühlender griff seinen schlafenden Landsmann mit einer Eisenstange an und verletzte ihn am Kopf. Der Verletzte erlitt einen Schädelbruch. Der Angreifer wurde auf der Stelle auf dem Betriebsgelände von Fahlberg-List gehängt. Die während der Zwangsarbeit verstorbenen Menschen wurden auf dem damaligen Ausländerfriedhof in Westerhüsen, der heutigen Gedenkstätte Feld der Vereinten Nationen beigesetzt.
Im Zuge der ab 1943 zunehmenden Bombenangriffe wurde damit begonnen, Betriebsteile oder wichtige Anlagen zu verlegen. So wurden 1943 Produktionsanlagen und Güter nach Wolfenbüttel ausgelagert. 1944 erfolgte die Auslagerung eines Teils der Saccharin-Tabletten-Produktion in das Betriebsgelände der Firma Danneil & Co. nach Magdeburg-Sudenburg in die Braunschweiger Straße 44. Geräte, Rechenmaschinen, Schreibmaschinen, Unterlagen und auch fertige Produkte wie Germisan und Mianin wurden im Dezember 1944 und Januar 1945 nach Büden, Cochstedt, Osterweddingen, Staßfurt, Groß Santersleben, Schönebeck (Elbe)-Felgeleben, Barby, Stendal, Konzell-Streifenau, Sulzbach-Rosenberg, Wernigerode, Seegensfelde, Schalding, Znaim, Hamburg, Rostock und in den Sudetengau ausgelagert.
An der Elbe befand sich eine Anlage, mit der bei Luftalarm künstlicher Nebel erzeugt wurde. Auf einem Dreibaum standen Gasflaschen mit Nebelgas. Nach Ertönen der Sirenen wurden die Ventile geöffnet, und die Umgebung wurde mit künstlichem Nebel als Schutz vor Luftangriffen eingenebelt. Im Werk wurde auch Torf verheizt, der jedoch dazu neigte, sich während seiner Lagerung selbst zu entzünden. Der brennende Torf wurde laufend abgelöscht, um die Brennstoffverluste zu begrenzen und eine Gefährdung der Verdunkelung des Werks zu begegnen.
Am 20. Januar 1944 beabsichtigten anglo-amerikanische Luftstreitkräfte einen Luftangriff auf das Betriebsgelände von Fahlberg-List. Versehentlich wurde jedoch das deutlich weiter östlich gelegene Dorf Pechau angegriffen. 20 Einwohner Pechaus kamen bei diesem Angriff ums Leben. Obwohl Magdeburg durch Luftangriffe schwer zerstört wurde, hatte Fahlberg-List kaum Schäden zu verzeichnen. Am 12. April 1945 rückten US-amerikanische Truppen auf Salbke und Westerhüsen vor. Die Produktion bei Fahlberg-List wurde eingestellt. Hierdurch entstanden zum Teil Schäden an den Chemieanlagen. Da auf der östlichen Seite der Elbe erst am 5. Mai 1945 sowjetische Truppen einrückten und bis dahin dort noch deutsche Truppen standen, lag Fahlberg-List unmittelbar im Frontverlauf. Auch hieraus resultierten jedoch keine größeren Schäden.

### Aufbau nach dem Krieg
Die Werksleitung bemühte sich zunächst, die ausgelagerten Waren wieder auf das Werksgelände zurückzuholen, wobei jedoch zum Teil das Abhandenkommen von Gegenständen festgestellt werden musste. Der von Belegschaftsseite vorgetragene Wunsch nach Durchführung einer Feierstunde zum 1. Mai 1945 wurde seitens der US-Militärbehörde abgelehnt. Die US-amerikanischen Besatzungstruppen wurden nach einiger Zeit durch britische Truppen abgelöst. Gemäß den Vereinbarungen der Alliierten übernahmen am 1. Juli 1945 sowjetische Truppen auch die Kontrolle über die westlichen Teile der Region Magdeburg. Mit den abziehenden Briten wurden auch Produktionsunterlagen, Patente, Apparaturen und die wissenschaftliche Bibliothek des Werks nach Bad Gandersheim in Niedersachsen abtransportiert. Auch Fachkräfte und leitende Mitarbeiter verließen so den Standort Salbke. Bereits am 21. Juni 1945 soll eine Kommission englischer Offiziere im Werk erschienen sein, um über den Abtransport zu verhandeln. Am 22. Juni verließen Direktor Hahn, Professor Gassner, der Leiter des wissenschaftlichen Laboratoriums Professor Hahn, der Betriebsleiter der Bereiche Schwefelsäure, Nebelsäure und Superphosphat Buchwaldt und der Betriebsleiter Sulfochlorid Schäfer mit ihren Familien Magdeburg. Jedem soll ein Militärlastwagen zur Verfügung gestellt worden sein. Katter setzte daraufhin Oberingenieur Carl Rohde und Dr. Lendle als technische Werksleiter ein. Professor Hahn, Schäfer und Buchwaldt kehrten am 29. Juni nochmals zurück und holten persönliche Gegenstände und möglicherweise auch Werkseigentum ab. Nach der Darstellung im Werk Verbliebener aus dem September 1945 wurde dann von den britischen Besatzungsbehörden Druck auf weitere leitende Mitarbeiter ausgeübt, um diese zur Abreise zu bewegen. Am 26. Juni verließen der Betriebsleiter der Saccharin-Abteilung, Wolff, der Leiter der Patent-Abteilung, Lüdecke und die Wissenschaftler Klein, Bohunek und Kraus das Werk.
Der Abtransport der Tablettenmaschinen wurde am 26. Juni 1945 von einem geschäftsführenden Ausschuss, der inzwischen von Katter auf einer Betriebsversammlung gebildet worden war und aus Oberingenieur Rohde und den Prokuristen Schmidt und Heerdt bestand, verhindert. Insbesondere Heerdt soll sich bei Katter für einen Verbleib der Maschinen eingesetzt haben, da die Existenz des Unternehmens ohne diese Maschinen gefährdet sei.
Am 27. Juni verließ dann auch Generaldirektor Katter das Werk, wobei er sich zunächst bemüht haben soll, Fahlberg-List nicht zu verlassen, um das Werk nicht in der schwierigen Situation ohne Leitung zu lassen. Mit ihm gingen auch Direktor Wullstein, Direktionsassistent Lendle und der Betriebsleiter der Abteilung für Feinchemikalien und Saatbeizen Baumgarten und drei Sekretärinnen. In diesem Zusammenhang wurden auch Ausrüstungsgegenstände, die gesamte Einkaufskartei, sämtliche Patentakten, die Bibliothek des biologischen Instituts, die chemische Hauptbibliothek, Fotoapparate und Mikroskope abtransportiert. Katter äußerte sich in der Betriebsversammlung dahingehend, dass er hoffe, in 14 Tagen wieder zurückzukehren. Vor dem Eintreffen der sowjetischen Truppen verließen drei Vorstandsmitglieder, ein Oberingenieur, 13 Chemiker, fünf Sekretärinnen und eine Laborantin das Werk. Nur zwei Chemiker und ein wissenschaftlicher Mitarbeiter blieben zurück. Der Aktionär Max Heinhold versuchte, allerdings letztlich erfolglos, im Auftrag des Vorstands der Aktiengesellschaft die Generalinteressen der Gesellschaft zu sichern.
In einem Bericht vom 26. August 1945 wird die Betriebsfeuerwehr von Fahlberg-List neben nur zwei weiteren Betriebsfeuerwehren Magdeburgs als existierend geführt.
Aus einem im April / Mai 1945 gebildeten Betriebsrat und in Magdeburg verbliebenen Prokuristen wurde für die in der sowjetischen Besatzungszone bestehenden Betriebsteile eine neue Betriebsleitung gebildet. Werkleiter wurde Ernst Kauffold, technischer Direktor der bisherige Prokurist und Oberingenieur Carl Rohde, kaufmännischer Direktor Kurt Heerdt und Verkaufsdirektor Paul Schmidt. Nach dem Tod Rohdes 1947 übernahm zunächst Maximilian Schwimmer und dann Alexander Steen die Funktion des technischen Direktors.
Per Befehl der Sowjetischen Militäradministration in Deutschland (SMAD) Nummer 124 vom 30. Oktober 1945 wurde das Vermögen der Fahlberg-List AG beschlagnahmt. Ende 1945 waren bei Fahlberg-List in Magdeburg 765 Menschen beschäftigt. Ab dem 27. Juni 1947 wurde der Betrieb in Landeseigentum der Provinz Sachsen und ab dem 17. April 1948 in Volkseigentum übernommen. Das Unternehmen gehörte zum Verband der Industriewerke Sachsen-Anhalt und ab dem 1. Juli 1948 dann zur Vereinigung Volkseigener Betriebe Organa. Eine von der West-Berliner Tageszeitung Der Abend am 5. August 1947 gemeldete geplante Demontage des Werks durch die sowjetische Besatzung wurde dementiert und zugleich mitgeteilt, dass Demontagen im Werk in der Vergangenheit nur im Rahmen des Abbaus einer Kriegsproduktion stattgefunden hätten.
Die in der sowjetischen Besatzungszone und späteren DDR eingeführte Planwirtschaft galt auch für Fahlberg-List und bestimmte die wirtschaftliche Tätigkeit der nächsten vier Jahrzehnte.
Die in den westlichen Besatzungszonen befindlichen Niederlassungen, vor allem Wolfenbüttel, waren hiervon nicht betroffen und blieben im Eigentum der Fahlberg-List AG. Bis 1947 blieb Wolfenbüttel Zweigwerk, dann firmierte man als Dr. Goeze & Co. GmbH, ab 1950 schließlich als Fahlberg-List GmbH mit Sitz in Hamburg. 1970 kam das Unternehmen zur Ciba-Geigy AG.
Bis 1977 war ein Unternehmen Fahlberg-List, zuletzt nur noch als Vermögensverwaltung tätig, an der Börse Hamburg und der Börse Berlin notiert. Wegen dubioser Vorgänge wurde die Notierung dann beendet. Die Aktien sollen zu 70 % im Besitz der Transmarin-Finanz AG Zürich gewesen sein.
In Magdeburg war der Saal der später zum Werk gehörenden Casino-Gaststätte am 24. März 1946 Schauplatz der Zwangsvereinigung von SPD und KPD zur SED für die Stadt Magdeburg. Die Gaststätte wurde 1950 von Fahlberg-List erworben und zum Kulturhaus des Betriebs umgestaltet, das 1986 den Namen „Wilhelm Pieck“ erhielt.
Im Werk selbst war man bemüht, die Produktion wieder aufzunehmen. Bereits 1946 soll die Vorkriegsproduktion des Jahres 1936 erreicht worden sein. Allerdings wurden erst am 6. Mai 1946 die ersten zwei Kontaktöfen und ein Schwefelkiesofen wieder in Betrieb genommen. Am 24. Mai 1946 begann die Schwefelsäureproduktion in großen Mengen. Die in der Kriegszeit schwierige Versorgung mit Schwefelkies war jetzt durch SMAD-Befehle sichergestellt und erfolgte aus Elbingerode und Jugoslawien. Auch die Produktion von Arzneimitteln, Getreidesaatgutbeizen, Kaliummetabisulfit, Kalkarsen-Spritzmittel Kupferkalk, Sublimat wurde wieder aufgenommen. Die Gewächshäuser der Pflanzenschutzmittelforschung erhielten eine Verglasung. Selbst neue Produkte wie Isopropylester und Carbanilsäureethylester zur Hemmung der Keimung von Kartoffeln wurden hergestellt. Auch eine zentrale Hochdruckdampfanlage für das Werk ging im August 1946 in Betrieb. Probleme bereiteten die ausbleibenden Kohlelieferungen aus dem Ruhrgebiet. Das im Werk hergestellte Saccharin reichte nicht aus, um den Bedarf der sowjetischen Besatzungszone an Süßstoff zu decken. In Berlin waren die Schwarzmarktpreise auf 25 bis 35 Reichsmark je Päckchen mit 100 Tabletten gestiegen. Der offizielle Preis betrug 0,25 Reichsmark. Zwar reichten die Anlagekapazitäten grundsätzlich aus, der zur Herstellung erforderliche Rohstoff Toluol stand jedoch nicht in ausreichendem Maß zur Verfügung.
Im Winter 1946/1947 zerstörte starker Eisgang auf der Elbe und im März 1947 ein Hochwasser die Anlagen des betriebseigenen Elbhafens.

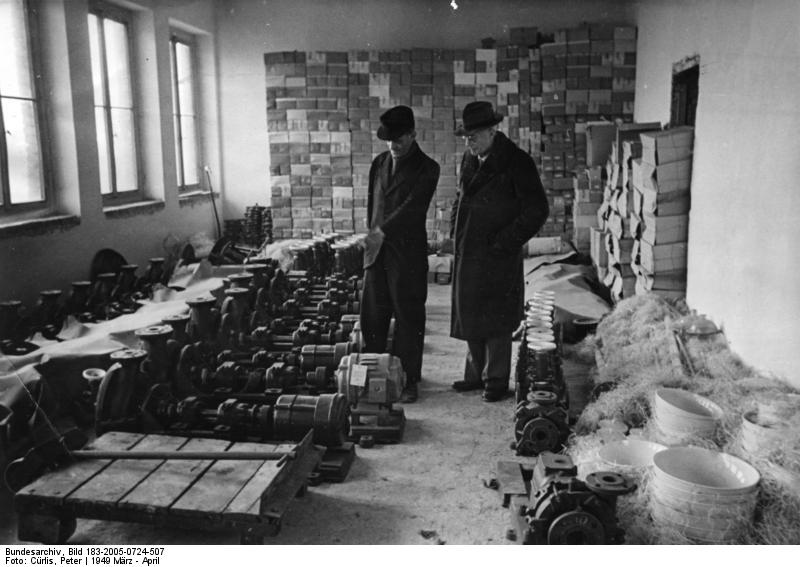
Professor Ernst Schmitz im März 1949 bei der Besichtigung von Ausrüstungsgegenständen

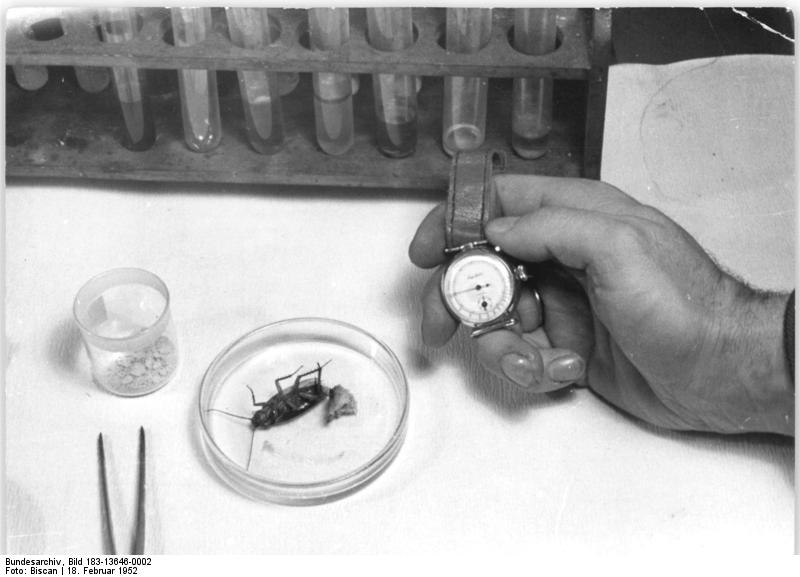
Forschung bei Fahlberg-List, 1952

Große Anerkennung brachte Fahlberg-List die in kürzester Zeit erfolgte Aufnahme der Produktion eines Heilmittels gegen die Syphilis. Die in der sowjetischen Besatzungszone grassierende Krankheit konnte, da Lieferungen von Medikamenten aus den westlichen Zonen ausblieben, nicht adäquat behandelt werden. Der 1945 aus Breslau geflohene Prof. Dr. Ernst Schmitz war seit 1945 bei Fahlberg-List tätig. Ihm gelang trotz der schwierigen Umstände die industrielle Herstellung des Salvarsan-Analogons. Das bei Fahlberg-List zunächst unter dem Handelsnamen Arsaminol und später als Neo-Arsoluin vertriebene Präparat wurde in großen Mengen hergestellt. Schmitz erhielt 1949 für seine Leistung den Nationalpreis der DDR 2. Klasse. Es folgte die Entwicklung und Produktion weiterer Arzneimittel. So wurde 1951/1952 der Wirkstoff Demelverin entwickelt und als krampflösendes Mittel zur Anwendung bei Koliken, Magen- und Darmkrämpfen, Dysmenorrhoe sowie Gallen- und Nierenleiden unter dem Handelsnamen Spasman vertrieben.
Bekannt war auch der von 1947 bis 1955 im Werk tätige Chemiker Elmar Profft. Er war zunächst als Leiter der wissenschaftlichen Abteilung und später als Forschungsdirektor tätig. Hauptarbeitsaufgaben waren die industrielle Verwertung von Abfallprodukten und die gezielte Schließung von Versorgungslücken innerhalb der ostdeutschen Nachkriegswirtschaft. Auch der Chemiker Hans Fürst arbeitete im Unternehmen. Er war von 1948 bis 1953 Abteilungsleiter. In dieser Zeit absolvierte der spätere Professor für Theoretische und Physikalische Chemie Bernhard Schrader im Unternehmen eine Ausbildung zum Chemiefacharbeiter und war im Labor von Fürst tätig. Inge Heyne, Mitglied der Betriebsgewerkschaftsleitung, gehörte ab 1950 dem Landtag Sachsen-Anhalts an.
Um die Forschungsarbeit zu ermöglichen, betrieb Fahlberg-List schon seit drei Jahrzehnten ein biologisches Institut. Es bestand eine zoologische Abteilung, in der Versuchstiere gezüchtet wurden. In der botanischen Abteilung wurde die Wirkung von Pflanzenschutzmitteln auf Pflanzen getestet. Eine weitere Abteilung widmete sich der Erforschung von Getreidekrankheiten und der Entwicklung von Beizmitteln hiergegen. Sie verfügte über eine verglaste Vegetationshalle. Es bestand ein Kälteraum, der unabhängig von der Witterung auf einer Temperatur von 11 °C gehalten wurde. Die zum Kriegsende stark beeinträchtigte Spezialbibliothek wurde durch Neuankäufe wieder gestärkt. Darüber hinaus bestand ein physikalisch-chemischer Messraum sowie Räumlichkeiten für Ausstellungen, Vorträge und Unterricht. Zum Institut gehörten eine Gärtnerei mit mehreren Gewächshäusern, ein landwirtschaftlicher Betrieb mit 25 Morgen Acker, 12 Morgen Wiese sowie einem Garten.
1946 wurde die Entwicklung von Pflanzenschutzmitteln auf der Basis von Lindan aufgenommen. Es entstanden diverse Neubauten auf dem Werksgelände. So wurde das Grundstück der Firma Brennerei und chemische Werke Tornesch GmbH erworben und die dort befindliche Bleitetraethyl-Anlage 1946/1947 zur Produktion des für die Pharmaabteilung benötigten Glykolls umgebaut. Auf diesem an der Adresse Alt Westerhüsen 50 etwa einen Kilometer südlich des eigentlichen Hauptwerks gelegenen Gelände entstand die pharmazeutische Abteilung. Im Bereich der ehemaligen Metallhütte wurde das Ephedrin-Gebäude gebaut. Ab 1948 erfolgte eine Rekonstruierung der Schwefelsäureproduktion. Stückkiesöfen und kleine Röstöfen verschwanden und wurden durch LC-6-Öfen ersetzt. Die Gasreinigung wurde erneuert und gegen eine neue Anlage zur Entarsenierung ausgetauscht. Auch eine Heißgas-Elektrofiltration kam hinzu. Die Kiesentladung wurde stärker mechanisiert.

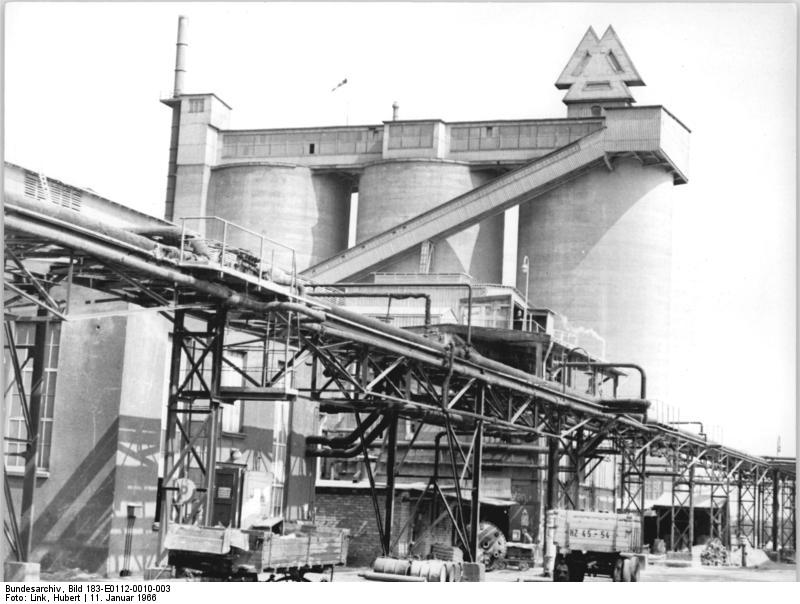
Fahlberg-List 1966, mit Firmenlogo auf dem Dach

Um 1947 führte das Unternehmen ein neues Firmenlogo, drei ineinander verschlungene Dreiecke ein, die für die nächsten fünf Jahrzehnte zum Symbol des Betriebes wurden. Die Bedeutung des Symbols ist nicht ganz klar, es wird jedoch angenommen, dass damit die drei großen Produktgruppen Agrochemie, Pharmazie und die chemisch-technische Produktion, wie Schwefelsäure etc. symbolisiert werden sollten. Als Abkürzung für den Betrieb war Falima gebräuchlich.
In den Jahren 1948/1949 entwickelte man den Keimhemmer Agermin sowie das Insektizid Arbitan. Zunächst erfolgte die Herstellung in einer Versuchsanlage. Damit begann die serienmäßige Herstellung von Keimhemmungsmitteln und Hexachlorcyclohexan-Insektiziden. Bereits 1940 hatte man eine Versuchsanlage für Kalkarsen-Spritzmittel in Betrieb genommen, die 1948 zur Großanlage erweitert wurde, da die Nachfrage wegen Kartoffelkäfer-Plagen die Produktion größerer Mengen erforderte.

### Fahlberg-List in der Frühzeit der DDR
Weitere wichtige Produkte dieser Zeit waren Kunstharzlackfarben, von denen 1949 120 t hergestellt wurden. In gleicher Menge wurden Lackkunstharze und Nitrolackfarben produziert. Für fototechnische Anwendungszwecke wurden etwa 250 t Kaliummetabisulfit hergestellt. Auch wurden bereits wieder 22800 t Schwefelsäure erzeugt. Die Saccharinproduktion belief sich auf 300 t. Ab 1950 wurde auch Falimint produziert.

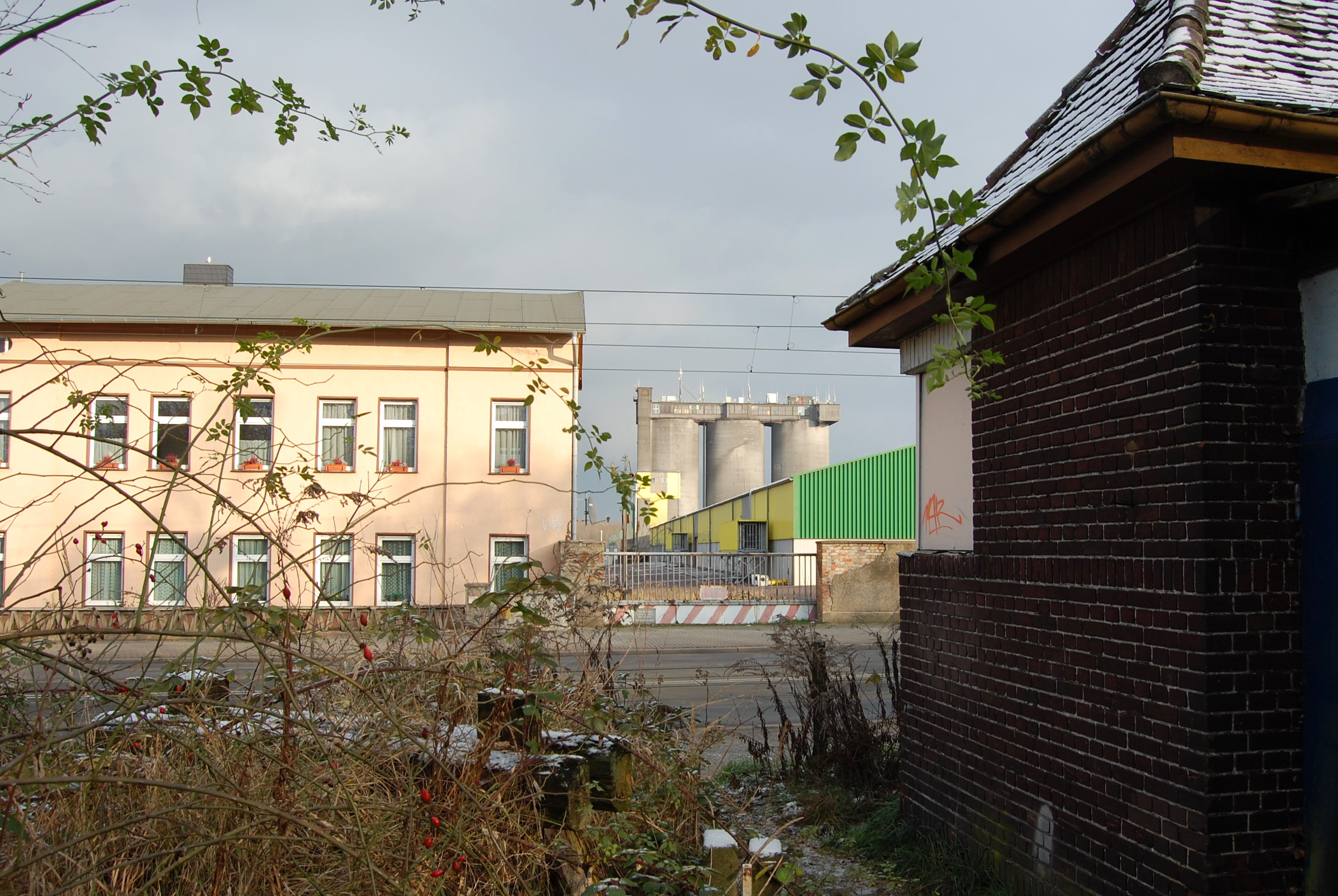
Stelle des ehemaligen Übergangs vom Bahnhof Magdeburg Südost zu Fahlberg-List, Aufnahme 2010

Das werkseigene Normalspur-Schienennetz mit einer Streckenlänge von 5,5 Kilometern wurde ab 1950 umgebaut und modernisiert. Die Werksbahn war über einen beschrankten Bahnübergang auf der Hauptstraße Alt Westerhüsen an das Schienennetz der Deutschen Reichsbahn angeschlossen. Zwischen 1947 und 1951 wurde auch das alte Kesselhaus des Werks modernisiert und 1953 ein vierter Heizkessel in Betrieb genommen.
Typische Erscheinungen der Planwirtschaft bestimmten nun auch die Wirtschaftsweise bei Fahlberg-List. So wurde unter der Parole „Mehr produzieren, gerechter verteilen, besser leben!“ 1949 die Verpflichtung abgegeben, den staatlichen Zweijahresplan in anderthalb Jahren zu erfüllen. Meldungen zur Planerfüllung gehörten zur Routine. Am 10. Dezember desselben Jahres wurde im Betrieb eine Konsumverkaufsstelle eröffnet. Bereits seit dem 1. September 1949 arbeitete, zunächst in provisorischen Räumlichkeiten, die neu gegründete Betriebsberufsschule „Heinz Kapelle“ mit bald 360 Lehrlingen, die 1951 in ein neu errichtetes Gebäude im Stadtteil Westerhüsen zog.
1951 begann man auch mit der Ausrichtung von Kinderferienlagern. Erste Lager wurden in Derenburg und Reesdorf durchgeführt. Bald erwarb man das Ferienheim Haus Thyra in Stolberg (Harz), welches sowohl als Kinderferienlager, als auch als Betriebsferienheim fungierte. Später, in den 1960er Jahren wurden in Kläden zusätzliche Ferienlager durchgeführt und schließlich ein ausgebranntes Gutshaus in Jerchel zum Ferienlager umgebaut. Auch Kinder aus dem polnischen Partnerbetrieb Azot in Jaworzno waren regelmäßig zu Gast. Im Gegenzug konnten Angehörige von Fahlberg-List ein Ferienheim in Zakopane nutzen. Nach 1989 wurde die Anlage dann verkauft.

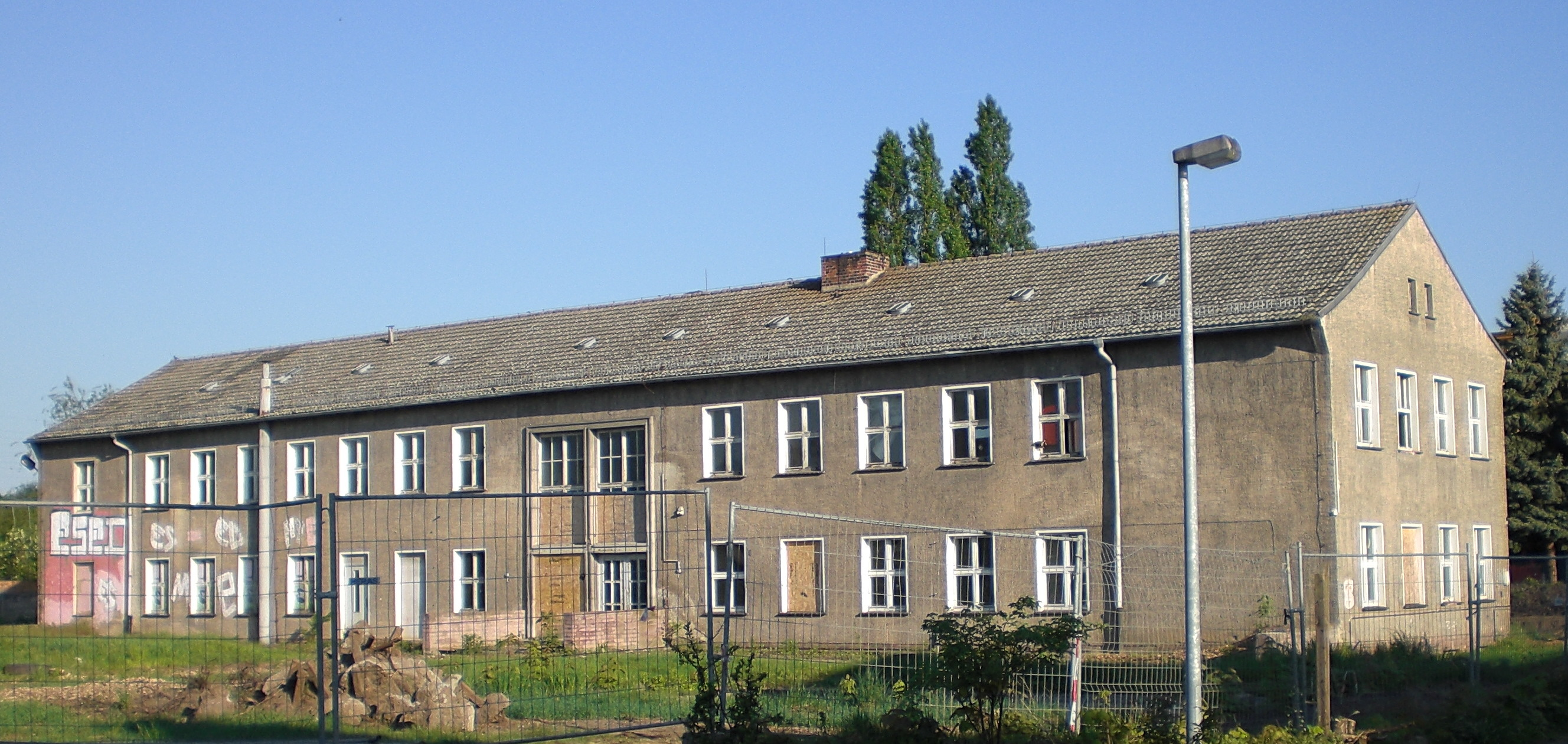
Kindertagesstätte des VEB Fahlberg-List kurz vor ihrem Abriss im Jahr 2008

Nachdem bereits 1950 eine Werks-Handballmannschaft gegründet worden war, erfolgte 1951 die Gründung der BSG Chemie. Die auch für Nichtwerksmitglieder offene BSG verfügte bald über elf Sektionen. Die BSG wurde 1992 aufgelöst. Zum Werk gehörte auch eine Sanitätsstube, die ab 1953 mit Ärztinnen besetzt war und zum Ambulatorium I wurde. 1973 entstand im nördlichen Bereich des Betriebes das Ambulatorium II mit zwei Ärzten, Laboren und einer Zahnarztpraxis. Ebenfalls 1953 wurde nordwestlich des Casinos eine Kindertagesstätte eingerichtet. 1979 wurden hier etwa 200 Kinder betreut. Diese gehörte nach der politischen Wende des Jahres 1989 als Salbker Kinderspass zu den Kinderbetreuungseinrichtungen der Stadt Magdeburg und bestand bis zum Anfang des 21. Jahrhunderts. Das Gebäude wurde dann im Jahr 2008 für den Neubau eines Einkaufsmarktes abgerissen. Auch das Neuererwesen, ein in der DDR gebräuchliches Mittel zur Förderung von Erfindungen und Innovationen, wurde im Betrieb praktiziert. Auch gelegentliche Subbotniks, freiwillige Arbeitseinsätze, gehörten zum gesellschaftlichen Leben.
Ab dem 1. Mai 1950 erschien die Betriebszeitung Schwefelofen. Sie wurde von der SED-Betriebsgruppe herausgegeben, vertrat die politischen Ansichten der Partei und erschien alle zwei Wochen zum Preis von fünf Pfennigen. Im Volksmund etablierten sich auch spöttische Bezeichnungen wie Schwafelofen oder Kachelofen. Die Zeitung erschien bis 1991/1992. Im Jahr 1950 meldete das Neue Deutschland, dass man im Organawerk Fahlberg-List große Schiebungen mit Quecksilber und Alkohol aufgedeckt habe.
Mit Beschluss der Regierung der DDR vom 4. Dezember 1952 wurde das bis dahin übliche Weihnachtsgeld durch die Einführung einer Jahresendprämie abgelöst. Die neue Prämie war leistungsabhängig und auch von der Erfüllung des Jahresplanes abhängig, was vielen Orts auch zu finanziellen Einschnitten führte. Die bei vielen Betrieben in der DDR zu erheblicher Unruhe führenden Veränderung wurde von der SED-Betriebsparteileitung von Fahlberg-List unkritisch als Abschaffung eines Überbleibsels der kapitalistischen Gesellschaft begrüßt.
1953 übernahm Fahlberg-List das in Neue Neustadt ansässige, 1947 von einem Herrn Deutschmann gegründete Unternehmen Deuma. Die Deuma produzierte Deumacard, ein Mittel gegen Erschöpfungszustände. 1963/64 wurde die Produktion als Außenstelle des VEB Jenapharm in das Salbker Fahlberg-List-Werk verlagert.
Richard Krams übernahm 1953 die Leitung des Werks. Im selben Jahr wurde im Betrieb eine Arbeiter-und-Bauern-Inspektion gebildet. In die Anfangszeit der Tätigkeit Krams fiel die Entscheidung über eine Umbenennung des Werks. Die Großbetriebe im Gebiet der DDR wurden dazu angehalten die alten Bezeichnungen, häufig die Namen der inzwischen enteigneten Unternehmensgründer abzulegen und sich nach Aktivisten der Arbeiterbewegung zu benennen. Für Fahlberg-List war der Name „Rosa Luxemburg“ vorgesehen. Die Werksleitung sprach sich jedoch dagegen aus, da der Name Fahlberg-List als Marke auch im Ausland bekannt war und mit der qualitativ hochwertigen Herstellung des Saccharins verbunden wurde. Darüber hinaus ergab sich eine Auseinandersetzung um den Markennamen mit einer in Wolfenbüttel in Niedersachsen ansässigen Fahlberg-List GmbH. Das Unternehmen war von ehemaligen Magdeburgern gegründet worden. Der Salbker Betrieb konnte sich im Namensstreit jedoch durchsetzen und weiterhin unter Fahlberg-List auftreten, so dass man von einer Umbenennung absah.

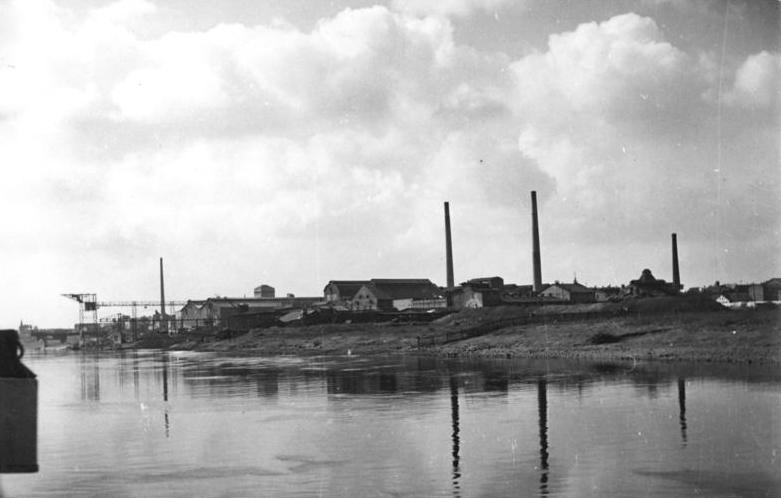
Blick von der rechten Elbseite auf Fahlberg-List, 1953

#### 17. Juni 1953
Der sich am 17. Juni 1953 in der DDR ereignende Volksaufstand gegen die SED-Diktatur ergriff auch Fahlberg-List. Etwa gegen 11.00 Uhr erschienen Jugendliche aus bereits in den Streik getretenen Buckauer Betrieben mit einem Lkw vor dem Werkstor von Fahlberg-List. Der Werksschutz verweigerte ihnen den Zutritt, wonach sie die Tore jedoch gewaltsam öffneten. Sie besetzten den Werksfunk, gaben sich als Streikkomitee zu erkennen und forderten die Arbeitsniederlegung und die Sammlung aller Mitarbeiter am Tor. Die Werksleitung sprach daraufhin ebenfalls über den Werksfunk zu den Mitarbeitern und teilte mit, dass einer Arbeitsniederlegung „nichts im Wege stünde“, zugleich bat man jedoch, die Anlagen in Betrieb zu halten, die eines ständigen Betriebs bedurften. 1000 Mitarbeiter - etwa zwei Drittel der Belegschaft - verließen ihren Arbeitsplatz und gingen nach Hause oder in die Innenstadt. Ab 14 Uhr bestand in Magdeburg dann Ausnahmezustand. Sowjetische Panzer fuhren durch die Magdeburger Straßen. Bedingt durch den weitgehenden Ausfall der Straßenbahn und die verhältnismäßig große Entfernung zum Stadtzentrum erreichten daher die meisten Fahlberg-List Mitarbeiter die Innenstadt nicht mehr vor Beginn des sowjetischen Eingreifens.
Im Werk waren auch Strafgefangene der Haftanstalt Sudenburg als Arbeiter eingesetzt. Sie wurden mit einem Lastwagen zurück zur Haftanstalt gebracht. Vor dem Gefängnis traf jedoch im selben Moment ein Demonstrationszug ein, der den LKW stürmte, die begleitenden Volkspolizisten aus dem Fahrzeug zog und entwaffnete.
Nach der Niederschlagung des Aufstandes prüften die Behörden die Verstrickung von Einzelpersonen. Bei Fahlberg-List wurde keine Führung der Protestierenden festgestellt. In Reaktion auf diese Vorgänge entstanden 1954 auch bei Fahlberg-List die sogenannten Kampfgruppen.
Als Vorläufer der späteren Zivilverteidigung bestand auch ein Luftschutz-Betriebskomitee.

#### Die 1950er Jahre

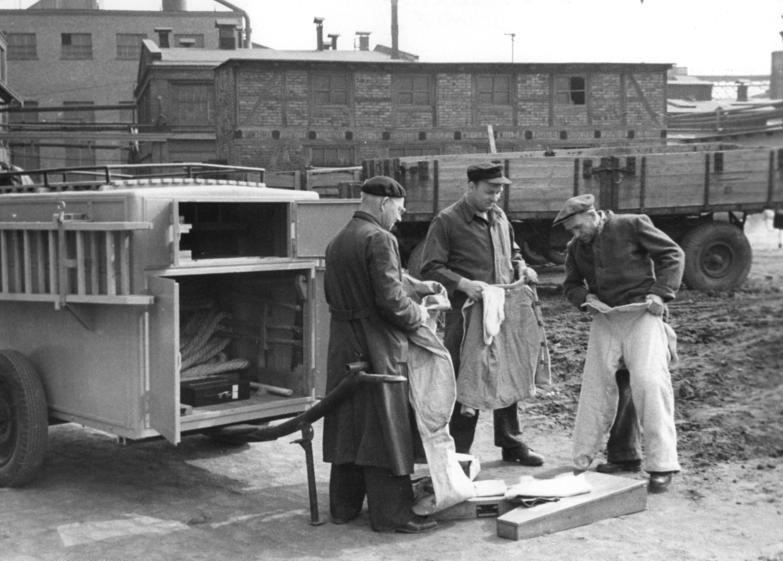
Unfallschutz-Gerätewagen mit Asbest-Anzügen, 1956

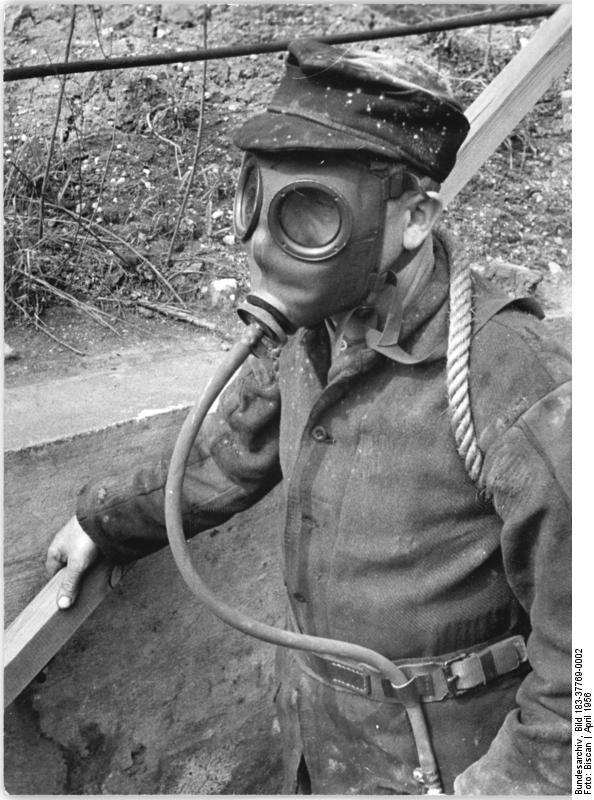
Arbeitsschutz im Werk, Reparaturschlosser Paul Guldenpfennig mit Atemschutz, 1956

Die Produktion der sehr giftigen Kalk- und Arsenpräparate wurde 1953 eingestellt. Stattdessen nahm man zunächst im kleinen Maßstab, ab 1958/60 dann großtechnisch, die Produktion von Pflanzenschutz-Präparaten auf Hexachlorcyclohexan-Basis auf, die bereits 1946 von Rammelt, Fürst und Joachim Lang entwickelt worden waren. 1954 brachte Fahlberg-List die Pfefferminzbonbons Pfeffi auf den Markt. Die als Gegenstück zu dem in Westdeutschland erhältlichen Vivil entwickelten Bonbons erfreuten sich großer Beliebtheit. Anfang der 1960er Jahre wurde die Produktion der Pfeffis in den Betrieb Konsü-Markkleeberg verlagert. Von 1954 bis 1958 war der spätere Magdeburger Oberbürgermeister, Werner Herzig, Sekretär der SED-Betriebsparteiorganisation. 1956 errichtete man ein Lehrlingswohnheim für 120 Lehrlinge.
1955 nahm man die Produktion von Parkopan (Wirkstoff Trihexyphenidyl) auf, einem Arzneimittel zur Behandlung der Parkinson-Krankheit. Im selben Jahr wurde begonnen, die Melipax-Produktionslinie neu aufzubauen, der Superphosphat-Betrieb wurde modernisiert und der Bau eines neuen Kraftwerkes wurde begonnen. Melipax war ein für Bienen ungefährliches Biozid vor allem gegen den Rapskäfer auf der Basis von Toxaphen. Mit der Entwicklung und Erprobung von Melipax ist der Name des Leiters der Zoologischen Abteilung des Biologischen Instituts des Werks, Hans Tielecke, verbunden. 1962 folgte eine zweite Melipax-Produktionslinie, 1972 wurde die Kapazität weiter ausgebaut.
1956/57 entstanden im Betrieb Alt Westerhüsen 50 das Technikum und die Glasbläserei. Außerdem wurde eine Neutralisationsanlage für die Abwässer in Betrieb genommen. Diverse neue Produkte wurden 1957 vorgestellt. Neben Antalin wurde mit Obesin (Wirkstoff Propylhexedrin) ein Appetitzügler hergestellt. Als Röntgenkontrastmittel kam Colobaryt auf den Markt. Von 1958 bis 1960 war Dieter Heise Leiter Abteilung für die pharmazeutische Forschung. 1958 folgte die Produktion von Akariziden zum Einsatz gegen Zecken und Milben. Ein Schwerpunkt war die Herstellung von Saatgutbeizen. Mit der Erprobung und Weiterentwicklung dieser unter Falisan bekannt gewordenen Produktgruppe ist der Name des von 1953 bis 1973 als Abteilungsleiter im Biologischen Institut des Unternehmens tätigen Wilhelm Adolf Bollmann verbunden. 1957 wurde Heinz Cassebaum Laborleiter, eine Funktion, die er bis 1991 ausübte.
Um den Problemen bei der Versorgung der DDR-Bevölkerung mit Konsumgütern entgegenzuwirken, wurden ab den 1950er Jahren DDR-Betriebe verpflichtet, Konsumgüter herzustellen. Vor diesem Hintergrund nahm Fahlberg-List im Oktober 1958 die eher branchenfremde Produktion von Kühlschränken auf. Darüber hinaus wurden jedoch vor allem Süßungsmittel und Mittel zur Unkraut- bzw. Schädlingsbekämpfung für den Endverbrauchermarkt hergestellt.
Im Jahr 1958 übernahm Fahlberg-List, auf staatliche Veranlassung hin, Anteile des in Delitzsch bestehenden, noch privat geführten Unternehmens Delicia, welches im Bereich von Pflanzenschutzmitteln und Tierarzneien tätig war.
Um den Wasserbedarf des Werks zu decken, entstand 1959 eine Filteranlage zum Filtern des Elbwassers. Auch eine Wasserreinigungsanlage wurde später installiert.

#### Die 1960er Jahre
In den Jahren 1959/60 entstanden in der Nähe des Elbufers drei Hochsilos. In den Silos wurde Apatit, ein als Düngemittel genutztes Calciumphosphat, gelagert. Jedes der im Baugleitverfahren errichteten Silos verfügte über ein Fassungsvermögen von 8000 Tonnen. Das gelagerte Apatit wurde mit Hilfe von Schwefelsäure gespalten und zu Superphosphat verarbeitet. Auf den Silos wurde das Logo von Fahlberg-List weithin sichtbar angebracht. Die Silos bestimmen noch heute als sichtbare Landmarke die Landschaft im Südosten Magdeburgs. Im Zeitraum bis 1962 wurde der bei den Silos befindliche Superphosphatbetrieb grundlegend modernisiert. Am 11. November 1962, dem Tag des Chemiearbeiters, wurde nach vierjähriger Bauzeit und einem Investitionsvolumen von 15 Millionen DM die neue Superphosphatanlage in Betrieb genommen. Es konnte nun Superphosphat in einem Umfang von etwa 50 bis 60 Eisenbahnwaggons täglich hergestellt werden. Insbesondere wurde die Fluorabsorptionsanlage in mehreren Schritten ausgebaut, um die Geruchsbelästigung für die Anwohner zu senken. Die Produktion von Superphosphat machte etwa ein Drittel der Produktion des Werks aus.
1960 wurde das traditionsreiche, seit 1793 bestehende Chemiewerk Hermania in Schönebeck (Elbe) übernommen. Dort wurden vorwiegend das für die Glasindustrie benötigte Borax, Calciumchlorid und Fritten für die keramische Industrie hergestellt. Weiterhin wurde das Gelände eines nördlich am Salbker Werk angrenzenden, als Kohlestaubfabrik bezeichneten Betriebs eingegliedert. Im selben Jahr wurde ein Wissenschaftlich-Technisches Zentrum (WTZ) im Betrieb gebildet, welches bis 1970 bestand.
Der Export hatte an Umfang zugenommen. In der Vorkriegszeit bestanden Lieferbeziehungen in 25 Länder. Anfang der 1960er Jahre wurden Falima-Produkte in 46 Staaten exportiert. Neben Klassikern wie Saccharin wurden vor allem Lindan-basierte Schädlingsbekämpfungsmittel sowie Pharmazeutika ins Ausland geliefert. In den Bereichen Pflanzenschutz und Schädlingsbekämpfung entwickelte sich Fahlberg-List zum Leitbetrieb in der DDR und spielte auch im Bereich der entsprechenden Forschung in den RGW-Ländern eine wesentliche Rolle. Leiter der Pharmazieforschung war ab 1960 Edgar Jassmann. Auch Herbert Rasenberger, später Heimatforscher und Autor, war ab 1960 im Werk beschäftigt.

#### Lindan
Zwischen 1959 und 1961 wurde die seit 1946 bestehende Lindan-Produktion ausgebaut. Maßgeblichen Anteil an der schnellen Produktionsausweitung hatte der als technischer Direktor tätige Chemiker Hans Bendix. Problematisch erwies sich die Tatsache, dass für jede Tonne produzierten Lindans 14 Tonnen HCH-Rückstände anfielen. Trotz der erheblichen damit einhergehenden Geruchs- und Umweltbelastung wurden diese Rückstände, mit Genehmigung der staatlichen Stellen, von 1960 bis 1964 auf der Deponie Cracauer Anger östlich von Magdeburg entsorgt. Ab August 1964 erfolgte die Entsorgung in zwei ehemaligen Steinbrüchen in Emden bei Haldensleben. Die Gemeinde Emden hatte im Mai 1964 die Entsorgung zunächst abgelehnt, später dann jedoch zugestimmt. Insgesamt wurden 76000 Tonnen in Emden entsorgt. Anfang der 1970er Jahre brachte man weitere Produkte auf den Markt, deren Wirkung auf Lindan basierte. Erst 1981 wurde die ökologisch bedenkliche Lindanproduktion dann eingestellt.
Auch am Standort des Werkes selbst und in der näheren Umgebung entstanden durch verschiedene Produktionsabläufe im Chemiewerk erhebliche Umweltbelastungen. Selbst in heimatkundlicher DDR-Literatur der 1970er wird auf die schädlichen Auswirkungen der „Abgase des VEB Fahlberg-List“ insbesondere für das unter Naturschutz stehende Waldgebiet der Kreuzhorst hingewiesen, welches sich dem Werksgelände gegenüber auf der anderen Elbseite befindet. So werden besonders für die Eichen „Rauchschäden“ beklagt. 1970 wurde das Heizhaus mit einem Selen-Gleichrichter zur Entstaubung ausgerüstet. Für das Jahr 1971 war der Einbau eines Filters für die Abgase der Superphosphatanlage angekündigt. Trotzdem blieben die vom Werk ausgehenden Umweltbelastungen gravierend.
Mit dem 24. Dezember 1962 wurde eine Sublimat-Anlage in Betrieb gesetzt, die der Herstellung von Desinfektionsmitteln diente. Die Produktion von Zinkphosphid wurde an den Betrieb Delicia in Delitzsch abgegeben. Die Ampullierung war im Oktober 1962 aus dem Hauptwerk in das Werk Alt Westerhüsen 50 verlagert worden. Neuentwicklungen dieser Zeit waren das ab 1963 vertriebene Elbanil (Chlorpropham), ein Herbizid für den Bereich des Zwiebelanbaus, 1964 die Herzkreislaufmittel Falicor und 1965 das Herbizid Propanil für die Gemüseproduktion. In einem Interview mit dem Neuen Deutschland vom 4. September 1964 bestätigte Hans Bendix, Direktor für Forschung und Entwicklung bei Fahlberg-List, auf Nachfrage, dass die Chemieindustrie der DDR auf dem Gebiet der Herbizide Rückstände hinter führenden Ländern habe. Bendix forderte eine bessere Konzentration der Forschungskräfte und eine Ausweitung der Kompetenzen des Wissenschaftlich-Technischen Zentrums.
Die Produktion von Gelboxid, einem zur Lackherstellung benötigten Stoff, wurde ab 1966 deutlich gesteigert. Falicor wurde ab 1970 zu einem wesentlichen Schwerpunkt und ab Oktober des Jahres in drei Schichten produziert.
Zwischen 1964 und 1968 hielt die Elektronische Datenverarbeitung Einzug in das Werk. Probleme bereitete im April 1967 der eigentlich vorgesehene Ankauf eines Rechners vom Typ Robotron 300, den Fahlberg-List jedoch als zu teuer und für die Produktion unrentabel ablehnte. Tatsächlich eingesetzt wurde ab Januar 1967 ein elektronischer Lochkartenrechner Robotron 100.
Im Jahr 1967 übernahm Fahlberg-List einen benachbarten, bis dahin Strohpappe produzierenden Zweigbetrieb des VEB Waschmittelwerks Genthin, dessen Produktion eingestellt worden war.
1970 löste der Chemiker Christian Stöckel Richard Krams als Betriebsdirektor ab. Krams blieb aber im Unternehmen und wurde Direktor für Plandurchführung. Sein Aufgabengebiet umfasste auch die Funktion eines Direktors für die Produktion. Problematisch für die Produktion war insbesondere das Fehlen von Arbeitskräften. Anfang der 1970er Jahre waren 92 Stellen in der Produktion unbesetzt. Mit Arbeitseinsätzen von Studenten der Westerhüsener Ingenieurschule und von Arbeitern verschiedener LPGen versuchte man Abhilfe zu schaffen. Auch Strafgefangene wurden weiterhin im Unternehmen eingesetzt. Ab 1971 war Paul Held Forschungsdirektor des Unternehmens. 1972 nahm man die Produktion des Rübenherbizidwirkstoffs FL 195 auf.
Fahlberg-List verfügte über ein eigenes Volkskunstensemble, dass zu verschiedensten Anlässen auftrat. 1970 nahm es an einem Tanzkunstfestival im ungarischen Fünfkirchen teil, 1971 besuchte das Ensemble das sowjetische Donezk. Zum Repertoire gehörten Volkstänze, zeitgenössische Tänze, eine Springergruppe und ein Fanfarenzug. Die 110 Personen umfassende Gruppe probte im Kulturhaus des Werks.
Von 1970 bis 1972 entstand auf dem ehemaligen Gelände der sogenannten Kohlenstaubfabrik eine neue Schwefelsäureanlage. Der Aufbau erfolgte durch einen polnischen Chemieanlagenbau unter Einsatz von bis zu 180 polnischen Arbeitern und Ingenieuren. Auch der für den Betrieb der Anlage erforderliche Flüssig-Schwefel, täglich 100 Tonnen, wurde aus Polen importiert. Am 15. Juni 1973 begann der Probebetrieb. In der Anlage wurden jährlich 110000 Tonnen Schwefelsäure und damit etwa ein Drittel der DDR-Produktion erzeugt. Der im Prozess anfallende Dampf wurde für Heizungen des Werks genutzt. Das Heizwerk wurde zwischen 1973 und 1975 umgebaut und funktionierte danach auf Erdgasbasis.
Die Ölkrise des Jahres 1973 wirkte sich auch auf die Tätigkeit bei Fahlberg-List aus. Die Zahl der Fahrzeuge wurde 1974 gesenkt, für Benzin und Diesel gab Fahlberg-List zeitweise Bezugsmarken heraus. Auch der private Fahrzeugbestand war jedoch über die Jahrzehnte hinweg deutlich angestiegen, so dass 1974 gegenüber dem Postamt Salbke anstelle von Gärten ein Mitarbeiterparkplatz angelegt wurde.
Die Produktpalette umfasste nun 130 Endprodukte, wobei Fahlberg-List zumeist alleiniger Hersteller in der DDR war. Für den Export wurden vor allem Lindan, Melipax, Falisan, die Medikamente Bromhexin, Fali-Cor, Falignost, Fali-Lepsin, Falithrom, Mephentermin, Norakin, Pargylin, Parkopan, Visotrast und der Süßstoff Saccharin produziert. Der Durchschnittslohn der Beschäftigten betrug 802 Mark.
1978 berichtete das in der Bundesrepublik erscheinende Nachrichtenmagazin Der Spiegel über den 1967 als Spion in der DDR verhafteten Professor Adolf-Henning Frucht. Frucht äußerte dabei, dass nach seiner Auffassung unter anderem im VEB Fahlberg-List die Entwicklung und Herstellung von chemischen Kampfstoffen erfolge. In den 1980er Jahren vermutete die NATO eine Grundlagenforschung für C-Waffen unter anderem auch bei Fahlberg-List.

### Entwicklung ab 1979
Der in Magdeburg verbliebene Stammsitz wurde 1979 in das damals neu gegründete Kombinat Agrochemie Piesteritz eingegliedert und entwickelte sich zum bedeutendsten Hersteller für Arzneimittel in der DDR, der neben der Sowjetunion auch die Tschechoslowakei und Polen belieferte. 1979 wurde die Palette an Röntgenkontrastmitteln ausgeweitet. Auf einem Feld bei Fermersleben betrieb man ab 1980 eine biologische Versuchsanstalt. Hier wurden, zum Teil in Gewächshäusern, vor allem Pflanzenschutzmittel getestet. An größeren baulichen Maßnahmen wurde 1980 eine Erneuerung der 1966 errichteten Kaimauer erforderlich. 1981 folgte der Aufbau eines Wasserturms vom Typ Aquaglobus durch eine ungarische Firma.
Eine als Pilotanlage errichtete Mehltau-Fungizid-Anlage ging im Herbst 1981 in Betrieb. Im selben Jahr wurde nach nur neunmonatiger Entwicklungszeit Falivaron mit dem Wirkstoff Azoxybenzol, ein Mittel zur Bekämpfung der Varroamilbe bei Honigbienen, auf den Markt gebracht. Am 16. November 1981 wurde die Produktion des ökologisch gefährlichen Lindans nach mehr als drei Jahrzehnten eingestellt und mit der Demontage der Anlage begonnen. Die Abteilung Pharmakonfektionierung erhielt im Februar 1982 einen Wirbelschichtgranulator. 1984/1985 wurde unter anderem mit der Errichtung eines neuen Gebäudes die Saccharinproduktion modernisiert.
Mit dem Ziel der Einsparung von Diesel schaffte man 1984 für die Werkseisenbahn eine Dampfspeicherlok an. Allerdings wurde die Lok aufgrund technischer Gegebenheiten eher selten eingesetzt. Die beabsichtigte Anschaffung zweier weiterer derartiger Lokomotiven unterblieb daher. Im September des Jahres entstand im nördlichen Teil des Werksgeländes ein Feststofflager.
1985 ging Richard Krams in den Ruhestand. Die Funktion als Direktor für Plandurchführung übernahm Peter Grohmann. In dieser Zeit wird die Zahl der SED-Mitglieder im Werk mit 450 angegeben. 1986 besuchte Wilfried Poßner, Vorsitzender der Pionierorganisation Ernst Thälmann und Sekretär des Zentralrats der FDJ das Werk.
Am 15. Juni 1987 trafen Chemiker und Agrarwissenschaftler aus 16 Ländern Afrikas, Asiens und Lateinamerikas im Zuge eines Lehrgangs der UNIDO zur Absolvierung eines einwöchigen Lehrgangs im Fahlberg-List ein. Inhaltlich behandelte man die Standardisierung, Qualitätskontrolle und Analytik von Agrochemikalien. Es blieb nicht der einzige Lehrgang dieser Art.
Wirtschaftlich ergaben sich für das Werk Probleme, da bestimmte Materialien nicht in ausreichender Menge zur Verfügung standen. Vor allem Verpackungsmittel wie Kanister, Fässer, Säcke und ähnliches fehlten. Trotz der Probleme hatte die Warenproduktion 1986 einen Umfang von mehr als 500 Millionen Mark. 40 % hiervon entfielen auf Pflanzenschutzmittel, 30 % auf Superphosphat, 20 % machten pharmazeutische Erzeugnisse und 10 % Grundstoffe und chemisch-technische Produkte aus. Die Zahl der Produkte betrug weiterhin etwa 130, wobei ungefähr die Hälfte hiervon erst in den vorhergehenden 15 Jahren eingeführt worden waren. Zum Werk gehörten in dieser Zeit auch 237 Werkswohnungen. 1984 wurde gemeinsam mit dem Reichsbahnausbesserungswerk Salbke ein polytechnisches Zentrum eingerichtet, in der der Polytechnische Unterricht für die Salbker und Westerhüser Oberschule durchgeführt wurde. Die letzte große Investition der DDR-Zeit war die Errichtung einer Großküche für 8,6 Millionen Mark, die am 30. Oktober 1989 nach 20-monatiger Bauzeit eingeweiht wurde. Der Neubau war seit 20 Jahren gefordert, jedoch mehrfach zurückgestellt wurden. Zur Einweihung war der erste Sekretär der SED-Bezirksleitung, Werner Eberlein, im Werk zu Gast. Zum Jahreswechsel 1989/1990 waren im Unternehmen etwa 2400 Menschen beschäftigt.

### Politische Wende ab 1989
Die politische Wende des Jahres 1989 führte auch bei Fahlberg-List zu sich überstürzenden Veränderungen. Die Kampfgruppe wurde aufgelöst, die Betriebsparteiorganisation der SED in den normalen Produktionsprozess eingegliedert. Als Vorläufer eines zu wählenden Betriebsrates bildeten sich Sprecherräte.

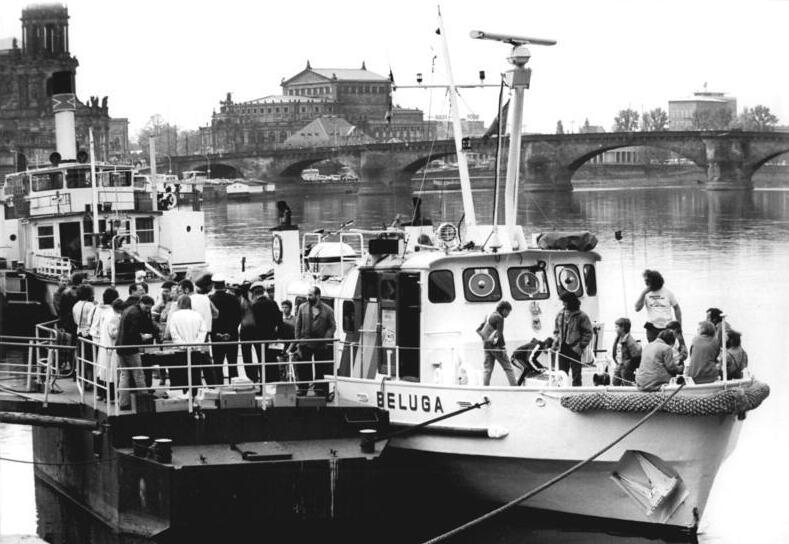
Die Beluga zwei Wochen zuvor auf der Elbe in Dresden

Aufsehen erregte eine Aktion von Greenpeace. Am 30. April 1990 ging das Schiff Beluga der Umweltschutzorganisation in der Elbe vor Fahlberg-List vor Anker. Die Abwasserrohre des Werks wurden verschlossen, um so die Einleitung der Industrieabwässer zu verhindern. Greenpeace wollte mit der Aktion auf die starke, durch Fahlberg-List verursachte Elbverschmutzung hinweisen. Mit dem auf der Beluga befindlichen Labor hatte Greenpeace Chlorphenolen, Benzole, Toluole, Xylolen sowie Pestizide nachgewiesen. Der Betrieb leitete Abwässer mit einem Chemischen Sauerstoffbedarf von 1222 mg/l in den Fluss ein. Nach westdeutscher Rechtslage hätte ein Grenzwert von 50 mg/l gegolten. Fahlberg-List kündigte an, bis 1993 die Belastung der Elbe zu beenden. Zunächst wurde jedoch mit Ausnahmegenehmigungen weiter gearbeitet. Am 2. Mai 1990 wurde zwischen Betriebsleitung, Wasserwirtschaftsdirektion und Greenpeace ein Gespräch über die Zukunft des Werks geführt. In Reaktion auf den Protest schloss die Werksleitung zwei Betriebsabteilungen und zwei weitere Produktionsabschnitte umgehend, deren Schließung wegen der bestehenden Umweltbelastungen bis Ende 1990 vorgesehen waren. Von der Schließung waren 80 Arbeitsplätze betroffen. Die Arbeitnehmer wurden jedoch zunächst an anderer Stelle innerhalb des Werks weiterbeschäftigt. Die von Greenpeace, vor dem Hintergrund der damit einhergehenden Umweltbelastung mit Benzol, verlangte Schließung der Herbizidproduktion für den Zuckerrübenanbau lehnte die Betriebsleitung ab. Man kündigte jedoch Maßnahmen zu Verringerung des Benzolgehalts an. In einem Interview gab der Betriebsleiter Christian Stöckel an, dass die Umweltgefahren, die von Fahlberg-List ausgingen, dem Betrieb nicht im erforderlichen Maße bekannt gewesen seien. Insbesondere sei dem Werk kein Geld für moderne Messgeräte mit hoher Empfindlichkeit zugeteilt worden.
Im Rahmen der Privatisierung durch die Treuhand kam es 1990 zu einer Umfirmierung in Chemische und Pharmazeutische Fabriken Fahlberg-List GmbH. Es gab Gespräche über eine Kooperation mit der westdeutschen Schering AG. Mit der Einführung der Marktwirtschaft und der DM als Zahlungsmittel verschlechterte sich die wirtschaftliche Situation des Unternehmens. Die Produktion erwies sich als unrentabel und häufig nicht konkurrenzfähig. Hinzu kamen die neuen Umweltschutzauflagen. Zum 1. Juli 1990 befanden sich 1500 Mitarbeiter in Kurzarbeit. Zum Erhalt des Unternehmens wurde ein deutlicher Personalabbau für erforderlich gehalten. Am 19. September 1990 begannen für 800 der 1800 Beschäftigten Entlassungsgespräche. Es wurde ein Sozialplan in Millionenhöhe vereinbart. Die Zahl der Fahlberg-List-Beschäftigten sank bis zum Jahresende auf 1000. Die Treuhand schätzte Fahlberg-List als sanierungsfähig ein. Tatsächlich steigerte das Unternehmen im 2. Halbjahr 1990 seinen Umsatz auf 41 Millionen DM. Die Gewichtung der Produktionsbereiche hatte sich verschoben. 60 % des Umsatzes brachte die Pharmasparte. Wichtig blieben auch die Pflanzenschutzmittel.
Anfang 1991 gab es wieder Pressemeldungen, wonach Fahlberg-List auch Nervengas und Massenvernichtungswaffen unter anderem für den Irak hergestellt haben sollte. Die Meldungen wurden durch die Geschäftsleitung entschieden dementiert.

### Privatisierung
Ende 1991 hatte Fahlberg-List noch etwa 700 Beschäftigte. Zum 1. Januar 1992 erwarb die Salutas Pharma GmbH, ein Tochterunternehmen der Hexal AG, die Pharmasparte von Fahlberg-List. Der Pharmabereich beschäftigte zu diesem Zeitpunkt 186 Menschen. Die Pharmazieproduktion wurde in das 1993 neu errichtete Pharma- und Logistikzentrum in Barleben nahe der Autobahn 2 verlegt. Zunächst hatte es Pläne gegeben, auf dem bisherigen Standort oder einem Standort südlich des Magdeburg Stadtteils Reform neue Produktionsstätten zu errichten. Dieses Vorhaben wurde jedoch nicht umgesetzt. Ab 1995 waren in Barleben 1.300 Mitarbeiter damit beschäftigt, 300 pharmazeutische Wirkstoffe und über 10.000 verschiedene Substanzen herzustellen.
Die Hermania in Schönebeck sowie die Lohnproduktion der Sparte Pflanzenschutz des Hauptwerks wurden am 5. Juni 1992 durch die Dr. Schirm AG erworben. Einige wichtige Anlagen des Hauptwerks wurden zugleich gepachtet. Die verbliebene Chemiesparte mit 370 Mitarbeitern wurde dann bis 1995 abgewickelt.

## Heutige Situation
Die Bebauung des einst dicht bebauten Industrieareals des Hauptwerks wurde weitgehend abgerissen und beräumt. 1995 wurde das Tablettenhaus mit seinem markanten, erst in den 1990er Jahren sanierten Uhrenturm vom Ende des 19. Jahrhunderts abgerissen. Erhalten blieben die straßenseitigen Verwaltungsbauten, in denen auch heute zum Teil Büros untergebracht sind. Der nördlichste Flügel entlang der Oschersleber Straße wurde im Jahr 2013 abgerissen. Im nördlichen Bereich besteht auch weiterhin eine Produktionsanlage der Schirm AG. Die markanten Silos wurden noch von der Getreide AG als Getreidesilos genutzt. An die Westseite der Silos wurde 1998/1999 eine große Lagerhalle der Elbe-Börde-Terminal GmbH angebaut, die über 34000 Tonnen Getreide fassen kann. Die zukünftige Nutzung des sonstigen Areals ist unklar. Aufgrund erheblicher Altlasten im Boden erweist sich eine Neubebauung zu gewerblichen Zwecken oder gar als Wohnstandort an der Elbe als schwierig.

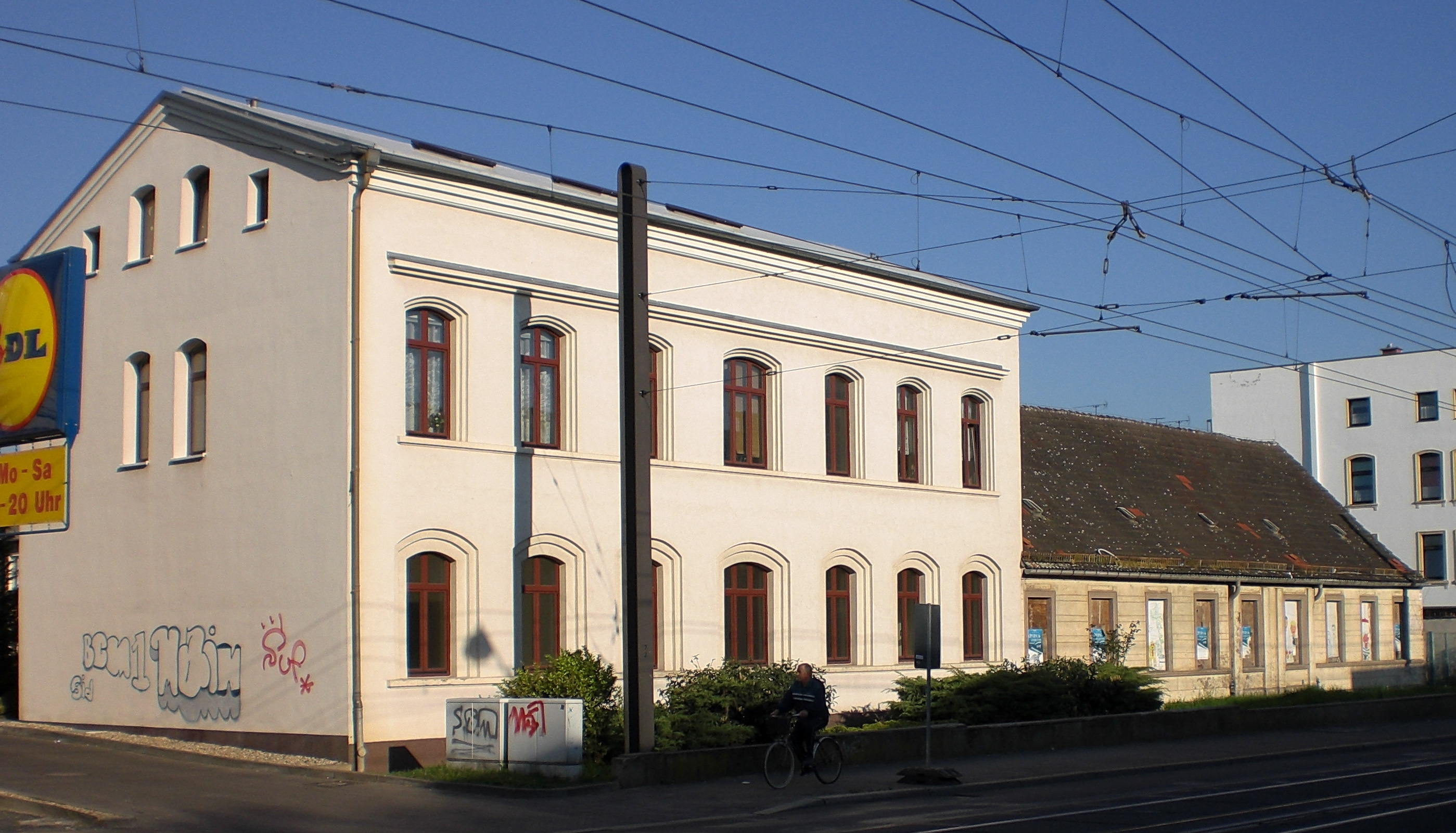
Die Gebäude Alt Salbke 49 und 48 im Jahr 2008

Das Gebäude Alt Salbke 63 ist eines der erhalten gebliebenen straßenseitigen Gebäude des Fahlberg-List-Geländes und steht unter Denkmalschutz. Es entstand 1894 in spätklassizistischer Gestaltung und flankiert auf der Nordseite den Haupteingang zum Werk. Der aus Ziegeln errichtete Bau verfügt über einen Mittelrisalit mit einem verhältnismäßig flachen Giebel. Im Zentrum der Fassade befindet sich in einer Nische die Figur Merkur. Links und rechts der Figur sind zwei große, geteilte Segmentbogenfenster eingefügt. Die vertikale Gliederung der Fassade erfolgt durch pfeilerartige Vorsprünge entlang der Fensterachsen.
An der Adresse Alt Salbke 49 befand sich das ehemalige Wohnhaus des Unternehmensgründers Constantin Fahlberg. Nördlich grenzte das für Bedienstete der Familie genutzte Haus Alt Salbke 48 an. Die zunächst im Privatbesitz von Fahlberg und später seiner Witwe befindlichen Häuser gehörten später dem Unternehmen. Im Gebäude Alt Salbke 49 lebte der jeweilige Werksdirektor. Nach 1989 wurde Alt Salbke 49 zunächst vom neuen Grundstückseigentümer, der Kanada-Bau GmbH Braunschweig, saniert. Um für einen geplanten Lidl-Einkaufsmarkt eine bessere Sichtbarkeit von der Hauptstraße zu erreichen, wurden die historischen Gebäude im Jahr 2008 dann jedoch durch die Kanada-Bau GmbH abgerissen.
Die Geschichte des Werks wurde in einer im leerstehenden, sanierungsbedürftigen Verwaltungsgebäude an der Straße Alt Salbke vom 1. bis 9. Juni 2012 durchgeführten Ausstellung Falima präsentiert.
Im November 2013 wurde im südlichen Verwaltungsgebäude das Wahlkreisbüro des bündnisgrünen Landtagsabgeordneten Olaf Meister eingerichtet, das dann jedoch im Jahr 2014 an die Adresse Alt Salbke 89 verlegt wurde.
Im Juni 2023 wurde das Gelände von der Elbhafen Projekt GmbH, einem Gemeinschaftsunternehmen eines durch die DLE Land Entwicklung vertretenen Fonds, der schweizerischen MAVA AG und der Eterra Gruppe Magdeburg, erworben. Im Juli 2024 wurde mit dem Abriss der restlichen Gebäude, insbesondere der drei Hochsilos, begonnen. Der von den Anwohnern gewünschte Erhalt dieser Landmarke war weder bautechnisch noch finanziell umsetzbar. Am Standort der Hochsilos soll ein Hochhaus-Neubau mit multifunktioneller Nutzung entstehen, dessen äußere Gestalt sich an die Hochsilos anlehnen soll. Der Entwurf stammt von dem schweizerischen Architekturbüro Max Dudler. Insgesamt sollen auf dem Gelände 3000 Wohnungen und 1000 Arbeitsplätze entstehen, das Investitionsvolumen soll 1 Mrd. Euro betragen.

## Störfälle
Am Dienstag, den 28. April 1931 kam es in der Abfüllanlage für Hora-Rattengift zu einer Explosion, bei der zehn Menschen starben. Es wird angenommen, dass beim Einfüllen von Kalisalpeter in eine Mischtrommel etwas daneben in ein Schutznetz fiel und später roter Phosphor dazu kam. Vermutlich hat der 38-jährige Arbeiter Wilhelm Arlt beim Aufschlagen von Büchsen auf das Netz dann das gefährliche Gemisch versehentlich entzündet, worauf zunächst die ganze Mischtrommel und dann zwei daneben befindliche Kastenwagen mit Hora-Rattenpulver zur Explosion kamen. Arlt und sechs junge Arbeiterinnen waren sofort tot. Drei weitere Frauen erlagen später ihren Verletzungen. Noch bis in die 1990er Jahre bestand auf dem Friedhof Salbke eine Gemeinschaftsgrabanlage für die Opfer. Es wurde gemutmaßt, dass die zur Erhöhung der Wirksamkeit des Rattengifts erfolgten Zusätze von unter anderem 2 % rotem Phosphor mit zur Katastrophe beigetragen hätten. Der rote Phosphor war erst seit einigen Tagen versuchsweise eingesetzt worden.
1956 wurden bei einem Brand im Werk fünf Feuerwehrleute schwer verletzt.
Am 2. Oktober 1961 entwichen, verursacht durch fahrlässiges Verhalten, zwei Tonnen Chlor bei Reparaturarbeiten an einer in Betrieb befindlichen Leitung. Ein Todesfall, fünf Schwerverletzte und etwa 100 Leichtverletzte waren zu beklagen.
1963 kam es zu einem Großfeuer in der Lindanproduktion das von der Betriebsfeuerwehr und den Feuerwehren aus Magdeburg-Mitte und Buckau bekämpft wurde.
Ein Tank mit Flüssigschwefel lief am 14. Juli 1982 aus. Mit der Errichtung von Schutzdämmen und Gruben bemühte sich die Feuerwehr den Schaden einzugrenzen und eine Selbstentzündung der 1400 Tonnen Schwefel zu verhindern. Auch die Bereitschaftspolizei und die Kampfgruppe wurden hinzugezogen. Nach einigen Wochen konnte der getrocknete Schwefel abtransportiert und weiterverwendet werden.
Am 9. August 1988 kam es in Schönebeck zu einer Havarie. Die Lagerhalle der dort ansässigen Hermania, einem Betriebsteil des VEB Fahlberg-List, brannte aus. In der Halle lagerten 812 t Pestizide, die mit dem Löschwasser in die Elbe gelangten. Obgleich die Brisanz des Vorfalls nicht öffentlich gemacht werden sollte, nahmen Mitarbeiter des Analytiklabors von Fahlberg-List sowie der Magdeburger Wasserbehörde Proben des Elbwassers von Schönebeck bis Boizenburg, um den Vorfall zu dokumentieren. Es wurde eine extrem hohe Konzentration verschiedener Pestizide festgestellt. In der DDR-Presse wurde der Vorfall als „Brand einer Lagerhalle in Schönebeck“ gemeldet. Eine Gefahr für die Umwelt sei nicht eingetreten. Nach diesen Presseberichten wurden fünf Personen, darunter vier Feuerwehrleute verletzt. Die Löscharbeiten hätten zwei Stunden gedauert. 1990 berichtete das Nachrichtenmagazin Spiegel erneut über den Vorfall, ordnete ihn jedoch versehentlich dem auch in Schönebeck ansässigen Sprengstoffwerk zu. Der Geschäftsführer von Fahlberg-List, Detlef Reichl, bestritt auch 1990 das Entstehen von Umweltschäden. Er teilte gegenüber der Presse mit, es sei 1988 rechtzeitig gelungen die Gullys zu verschließen, so dass Chemikalien nicht in die Elbe hätten abfließen können.

## Auszeichnungen
Am 3. November 1977 wurde durch Gerald Götting (CDU) die Auszeichnung Banner der Arbeit in der Stufe I im Falima-Kulturhaus überreicht. Bereits 1974 hatte Erich Honecker in Berlin das Ehrenbanner des Zentralkomitees der Sozialistischen Einheitspartei Deutschlands an Fahlberg-List übergeben. 1984 erhielt der Betrieb aus den Händen des stellvertretenden Ministers für die chemische Industrie Dieter Knoch den Vaterländischen Verdienstorden in Gold. Auch einzelne Mitarbeiter oder Arbeitsgruppen erhielten immer wieder auch größere Auszeichnungen. Eine Gruppe um Werner von Berg und Wolfgang Rodewald erhielten 1981 das Banner der Arbeit 3. Stufe für Forschung und Entwicklung im Bereich tropische Landwirtschaft. Auch die Abteilung Lindan bekam diese Auszeichnung. Erster Träger des Karl-Marx-Ordens im Betrieb war 1973 der Arbeiter Paul Böttner. Ein weiterer Karl-Marx-Orden ging 1984 an den Chemiefacharbeiter Walter Wagner.

## Betriebsfeuerwehr
Fahlberg-List verfügte seit 1908 über eine eigene Betriebsfeuerwehr. In einem Bericht vom 26. August 1945 an die sowjetische Kommandantur wird die Werkfeuerwehr von Fahlberg-List neben zwei weiteren Betriebsfeuerwehren als einzig noch funktionstüchtige Feuerwehren in Magdeburg mitgeteilt. Bis zum Jahr 1973 unterstand die Betriebsfeuerwehr der städtischen Berufsfeuerwehr, danach wurde sie als eigene Berufsfeuerwehrabteilung geführt. Neben der Freiwilligen Werkfeuerwehr, die nur zwischen 7 und 16 Uhr einsatzbereit war, bestand eine rund um die Uhr einsatzbereite Kommandozentrale. Auch ein hauptamtlicher Brandschutzinspektor wurde im Werk beschäftigt.